# Biserica reformată din Sâncrai

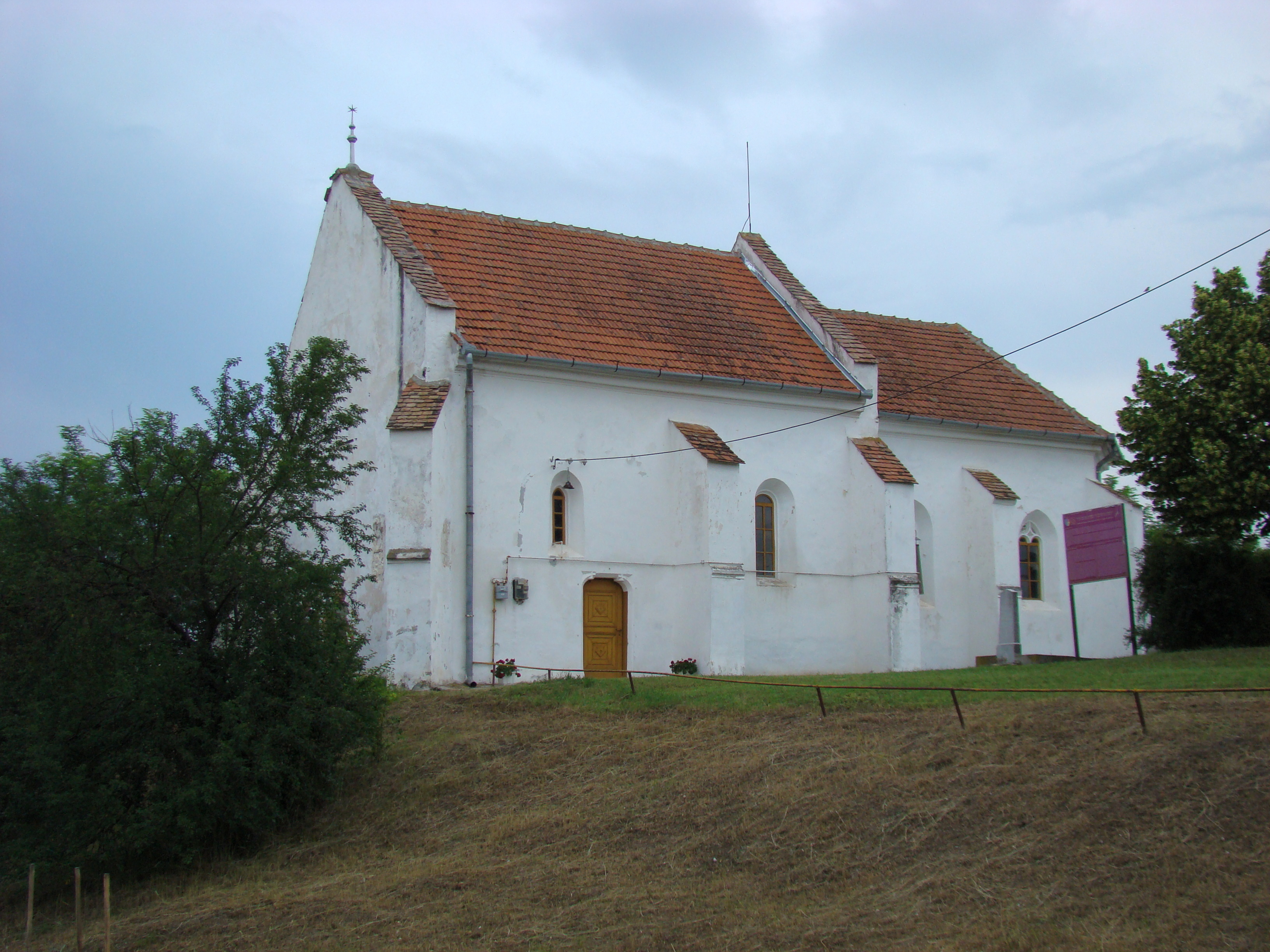
Biserica reformată din Sâncrai, oraș Aiud, județul Alba, foto. iunie 2014.

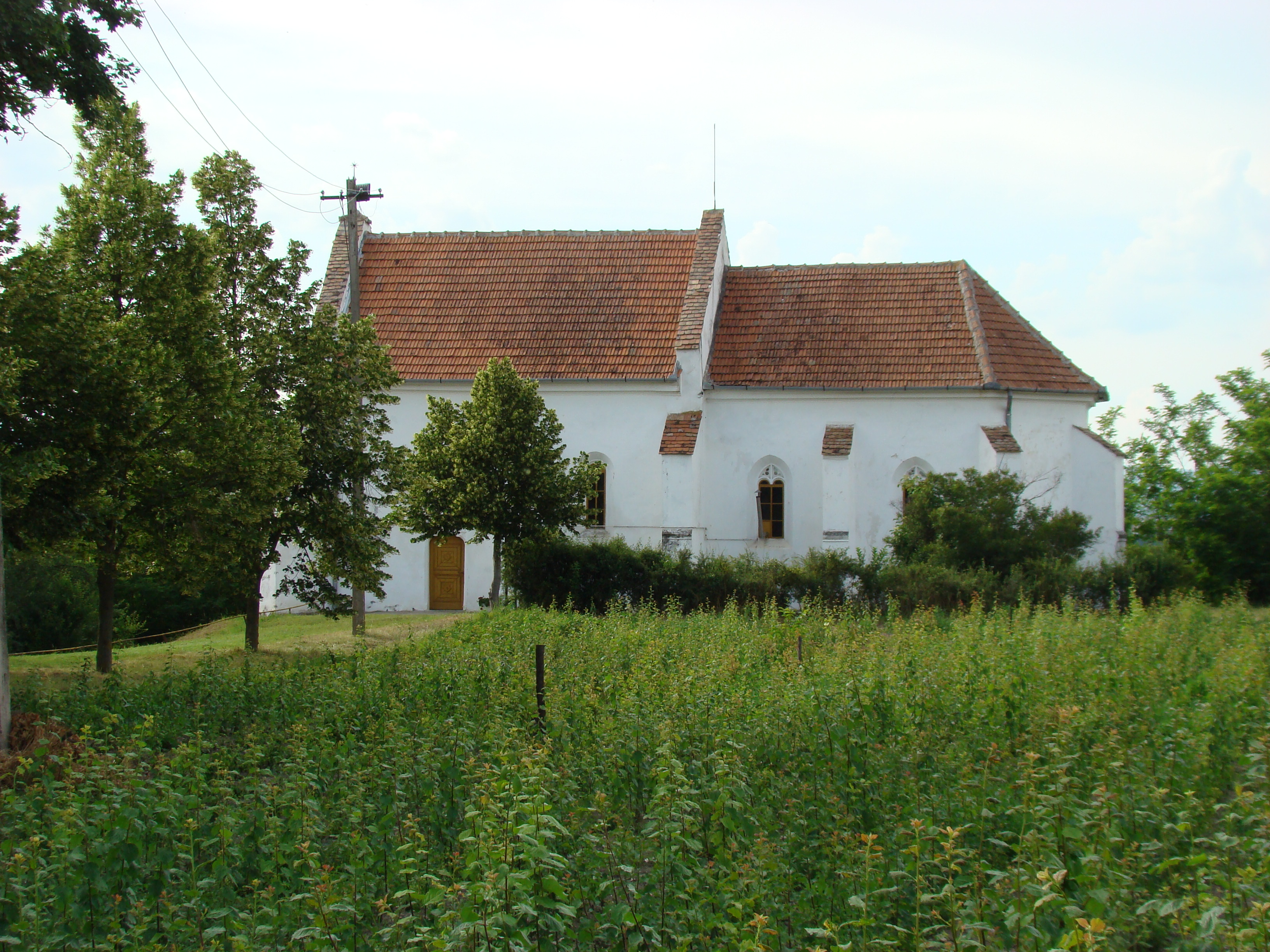
Biserica reformată din Sâncrai, oraș Aiud, județul Alba, foto. iunie 2014.

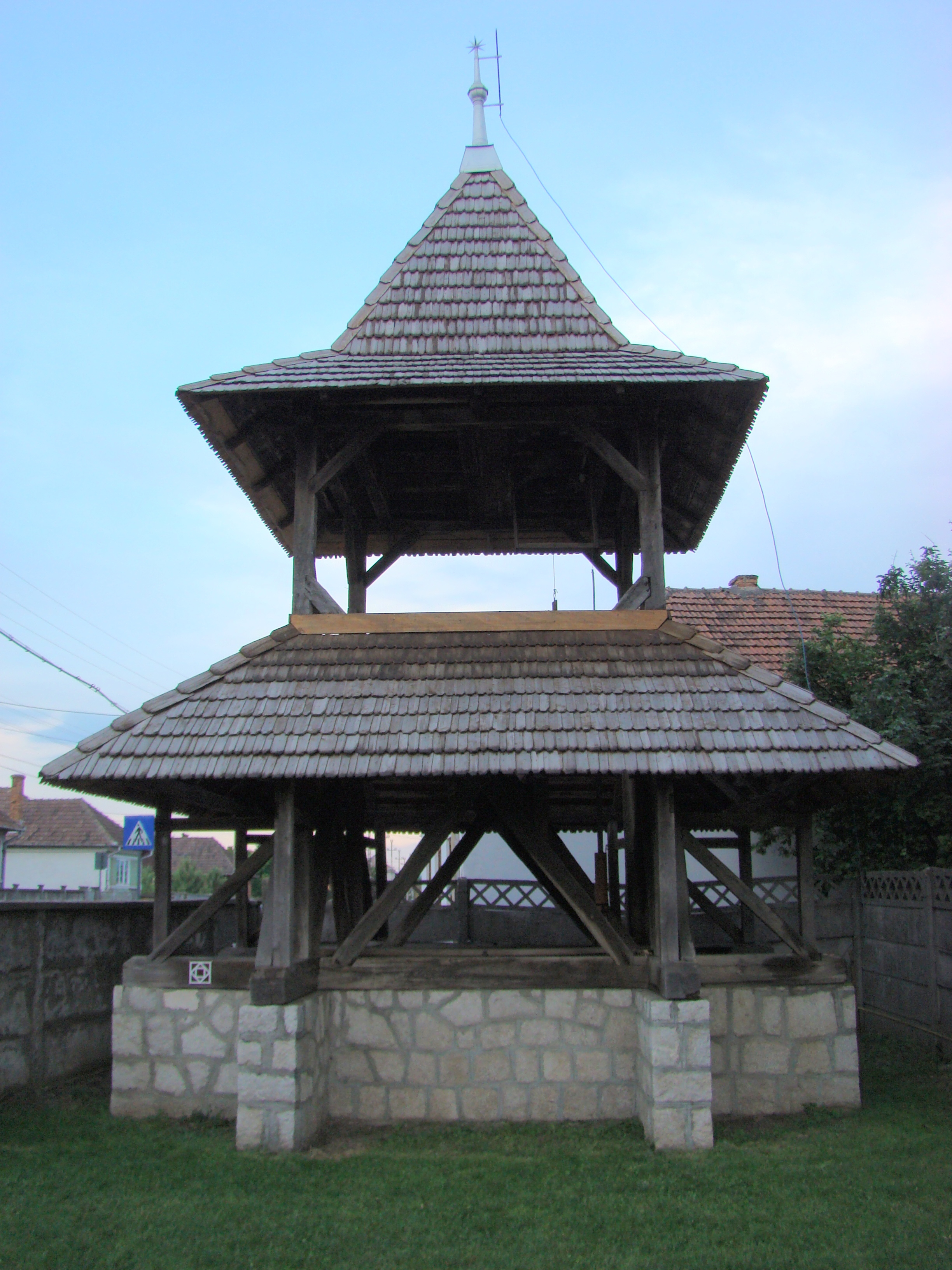
Clopotnița, construită din lemn, în anul 1830, separat de biserică, la o distanță de circa 200m

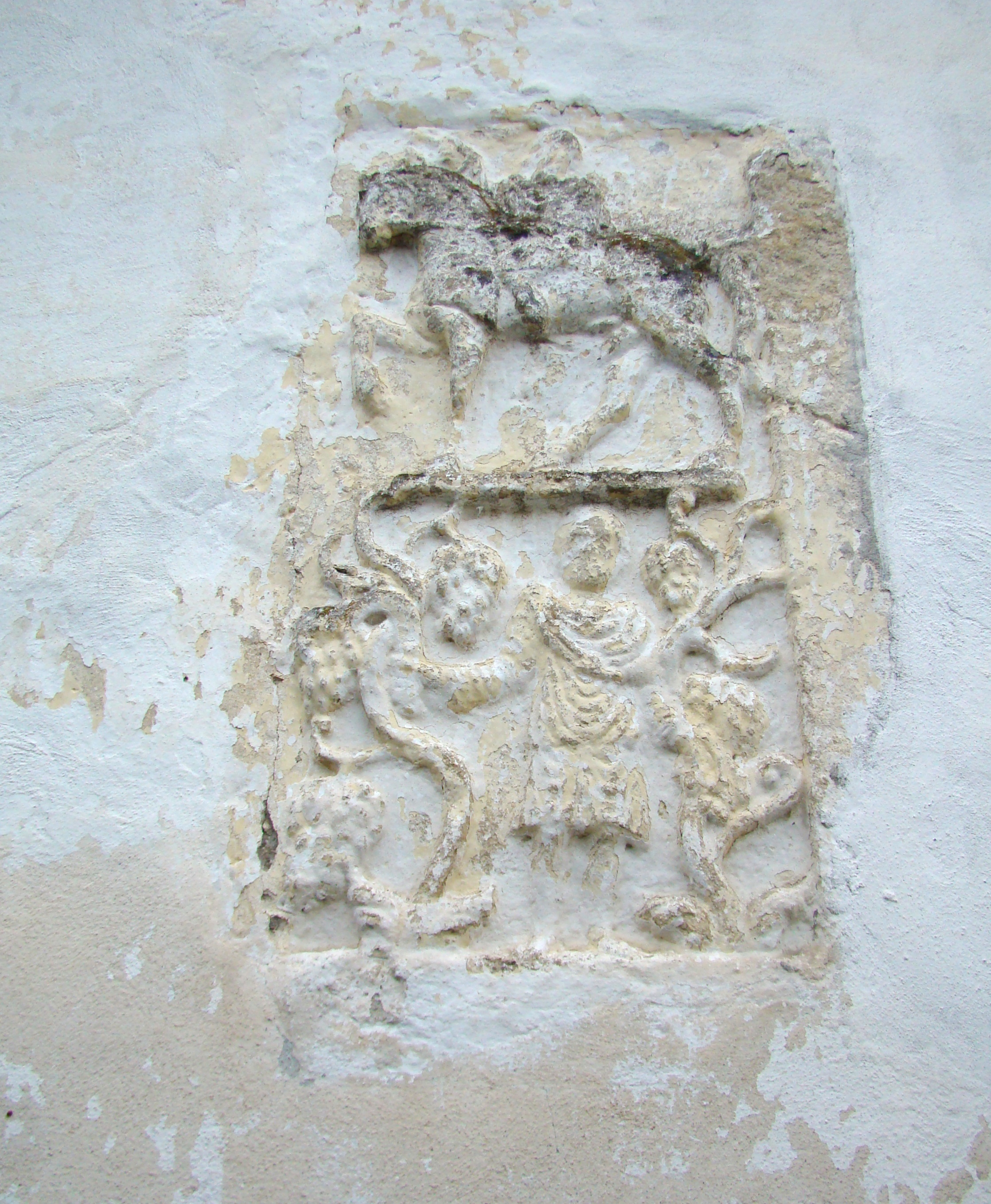
Relieful roman de pe latura vestică

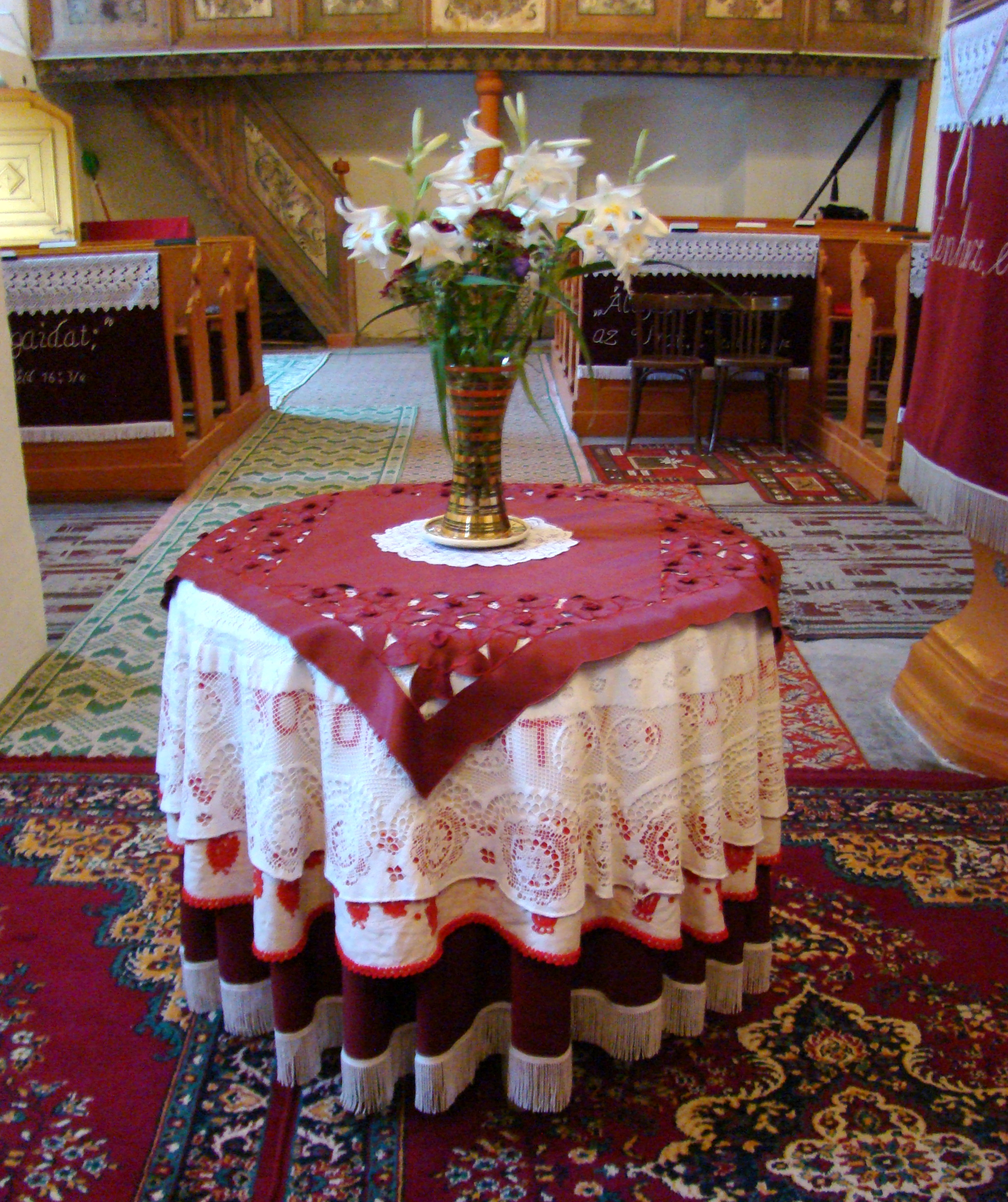
Masa Domnului

Biserica reformată din Sâncrai, oraș Aiud, județul Alba, a fost construită în secolul al XIII-lea. Biserica se află pe noua listă a monumentelor istorice sub codul LMI:  AB-II-a-B-00319. 

## Istoric și trăsături
Din punct de vedere arhitectonic biserica se împarte în două părți: nava bisericii, precum și o fereastră a bisericii, care reprezintă elemente ale stilului romanic.  Arcul de triumf și sanctuarul sunt construite în stilul gotic din perioade ale goticului transilvan. Inițial biserica a fost romano-catolică. În perioada apariției curentului reformator în Transilvania, biserica, împreună cu credincioșii parohiei, au devenit reformați. Data exactă nu se cunoaște, dar având în vedere faptul că în zonă primele parohii reformate au apărut pe la mijlocul secolului al XVI-lea, trecerea la cultul reformat în satul Sâncrai ar fi putut avea loc între anii 1570-1580. Ctitorul și constructorul bisericii nu sunt cunoscuți. Prima atestare documentară a parohiei și bisericii romano-catolice din Sâncrai datează din anul 1282, când parohia se afla sub jurisdicția Episcopiei de Alba Iulia. În anul 1332 Sâncraiul este amintit ca parohie ce plătește decima către Curtea Papală de la Roma. ”Mathias sacardos de Sancto Rege solvit IIII grossos”, Mathias fiind preotul parohiei. Într-un alt document, tot din 1332, numele preotului era Blasius.
Forma actuală a bisericii datează din secolul al XIV-lea. Se compune din două părți: nava și sanctuarul. Nava este înconjurată de șase piliere lipite de zid în exterior. Numai cele două uși, una zidită, cât și un geam din navă, amintesc de specificul ardelean al arhitecturii romanice. În partea exterioară a navei, pe lângă pilierul din stânga al intrării sudice, găsim zidit un fragment dintr-un relief roman. Lângă intrarea vestică, zidită în prezent, se află de asemenea un relief roman, de fapt o piatră funerară. Acest relief, prin figurile pe care le reprezintă, dovedește cultivarea viței de vie în zonă și în localitate. Partea superioară a reliefului reprezintă un legionar roman încălecând un cal, iar în partea inferioară un băștinaș încadrat de viță de vie, încărcată cu ciorchini de struguri. Interiorul sanctuarului este construit în stil gotic. Nervurile pornite din cheile de boltă ale sanctuarului sunt așezate în două puncte de sprijin simetrice, sub formă de stea. Din cele două geamuri ale sanctuarului, unul este ornamentat cu figuri geometrice. Arcul de triumf dintre navă și sanctuar este construit în stil gotic. Balcoanele din navă și sanctuar sunt construite în anul 1763. Ornamentația pictată a balcoanelor are la bază motive populare maghiare stilizate. Amvonul este construit din piatră și cărămidă. Inscripții pe zidurile bisericii nu sunt, nici picture murale nu există. Biserica nu a avut și nu are turn nici în prezent.

## Imagini din exterior

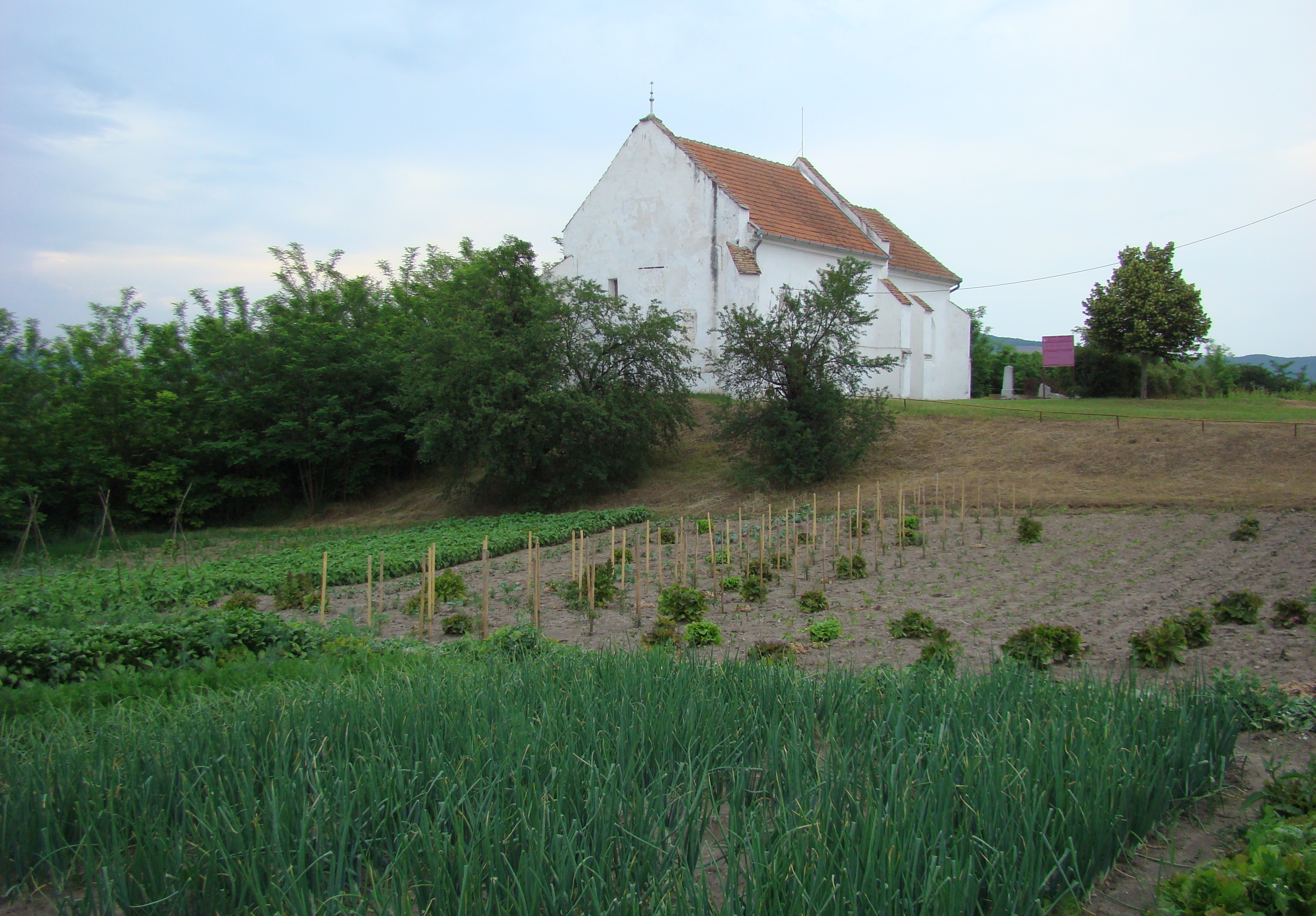
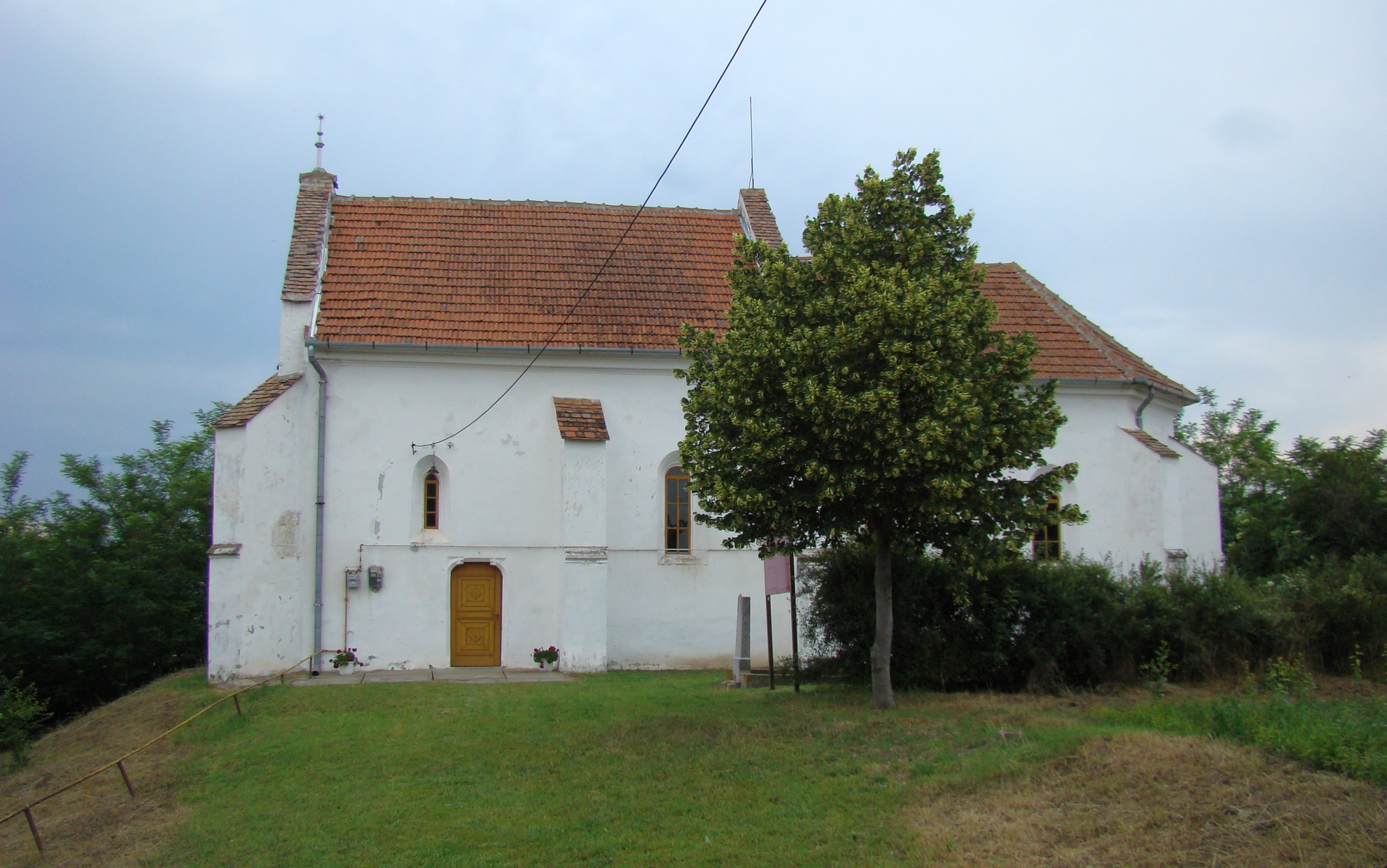
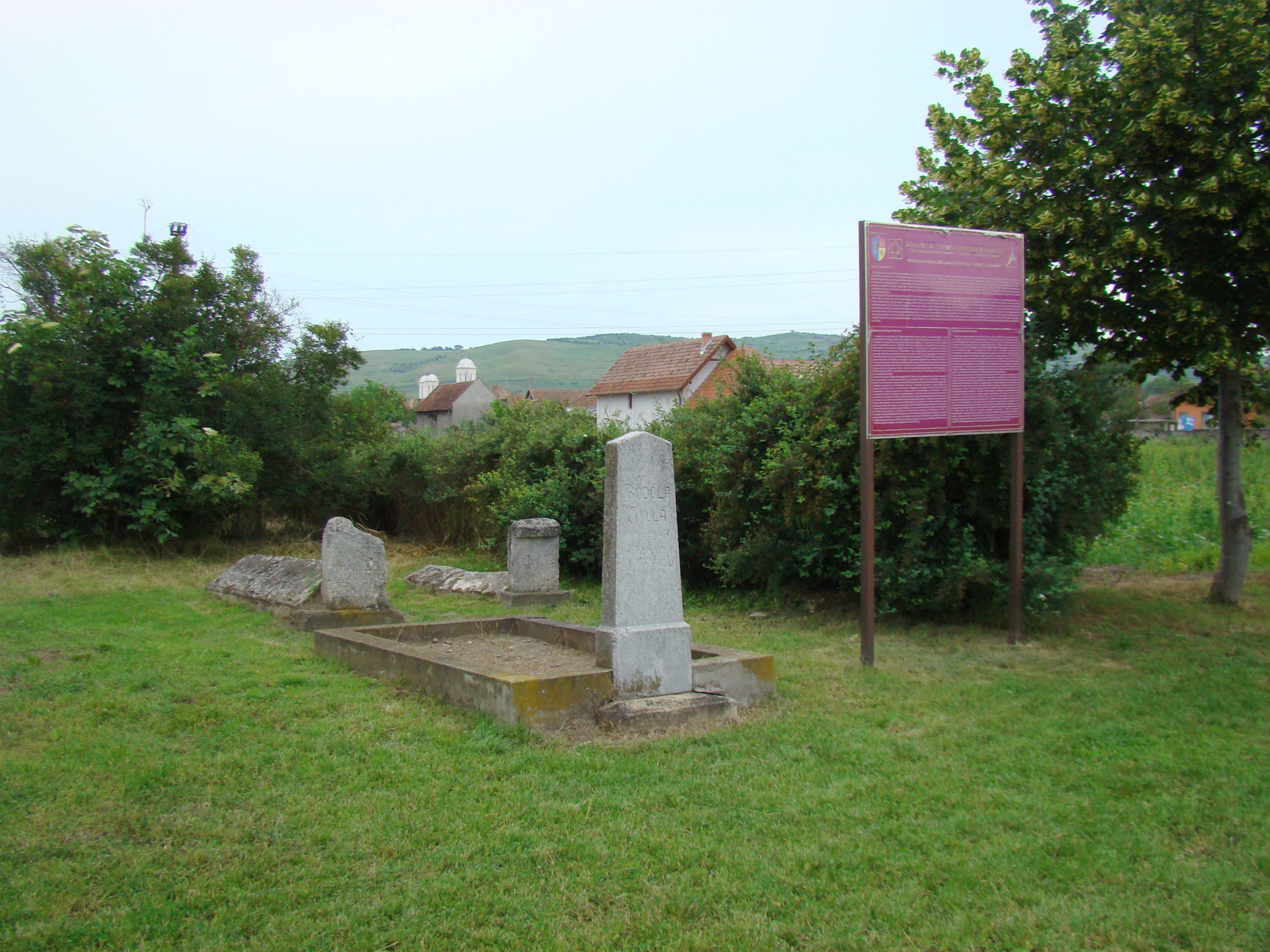
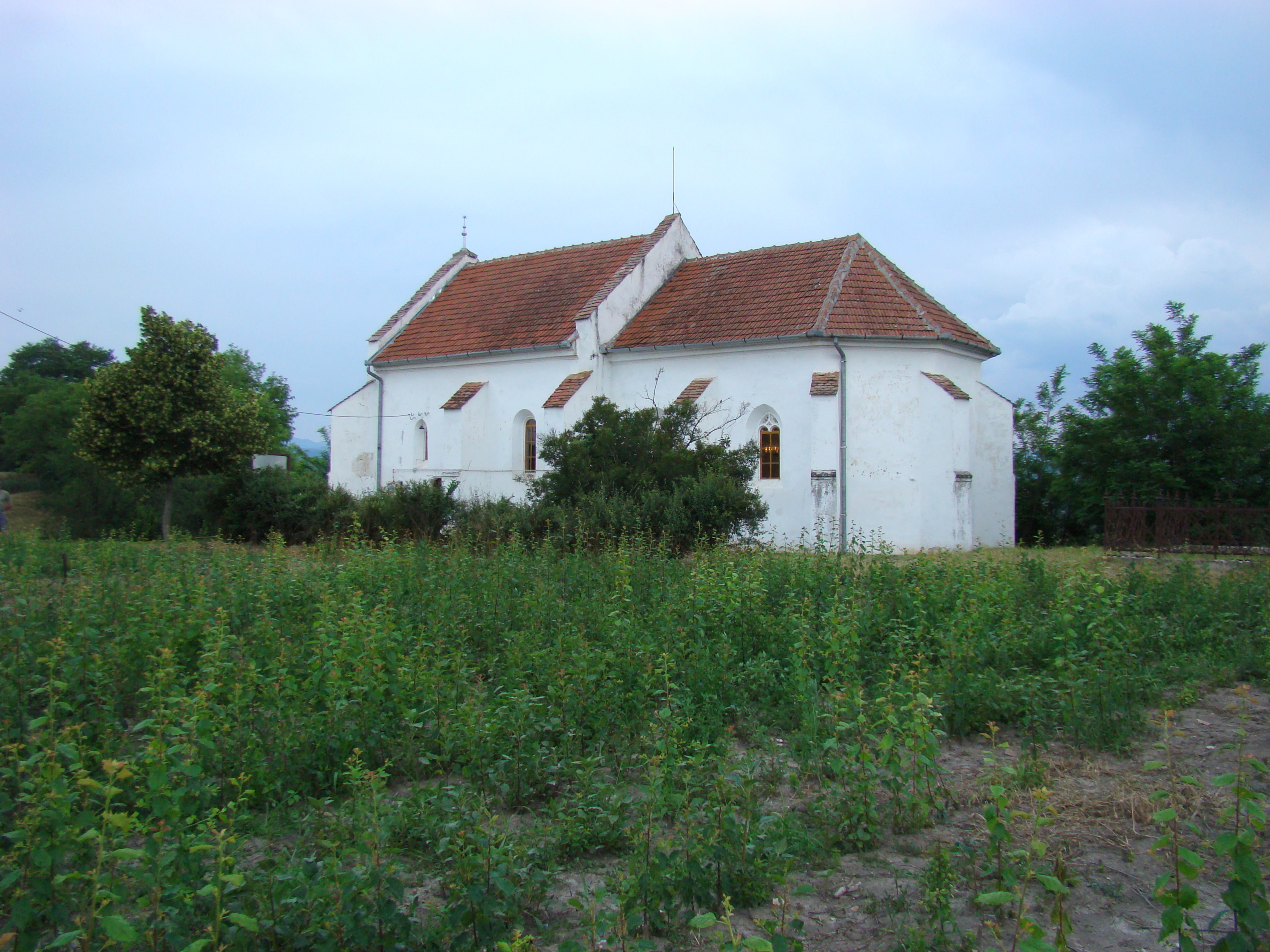
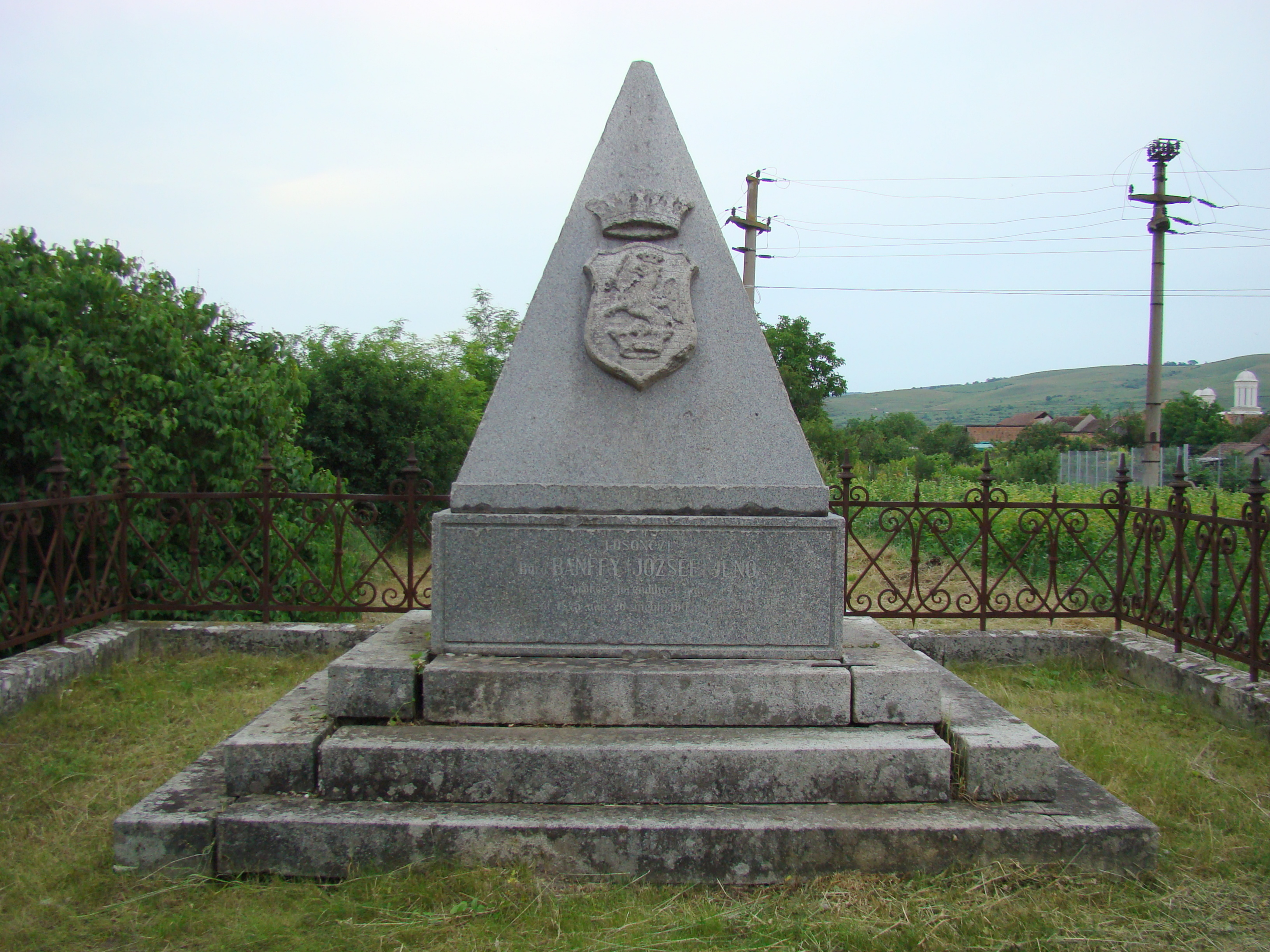
Mormântul contelui József Bánffy
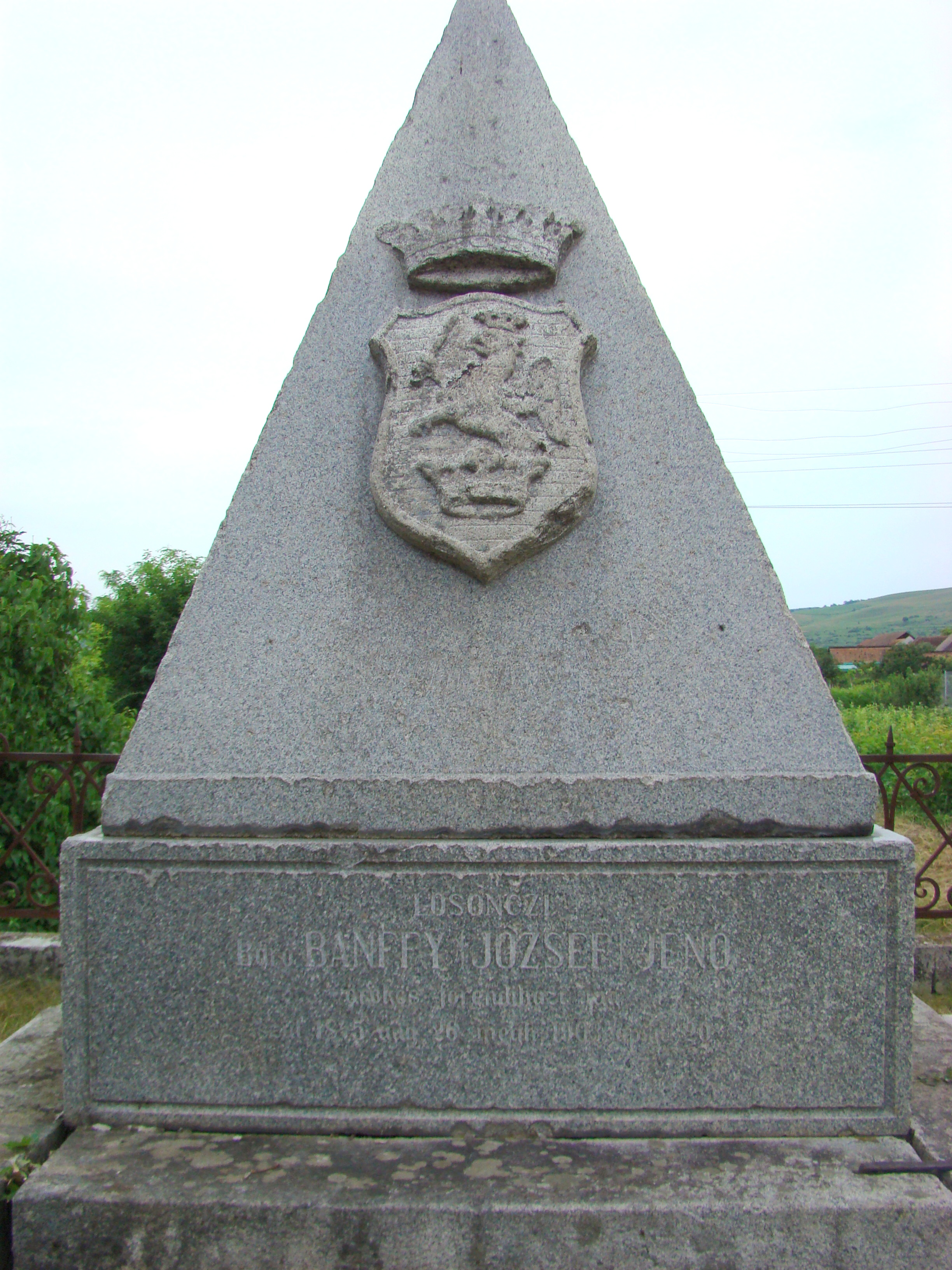
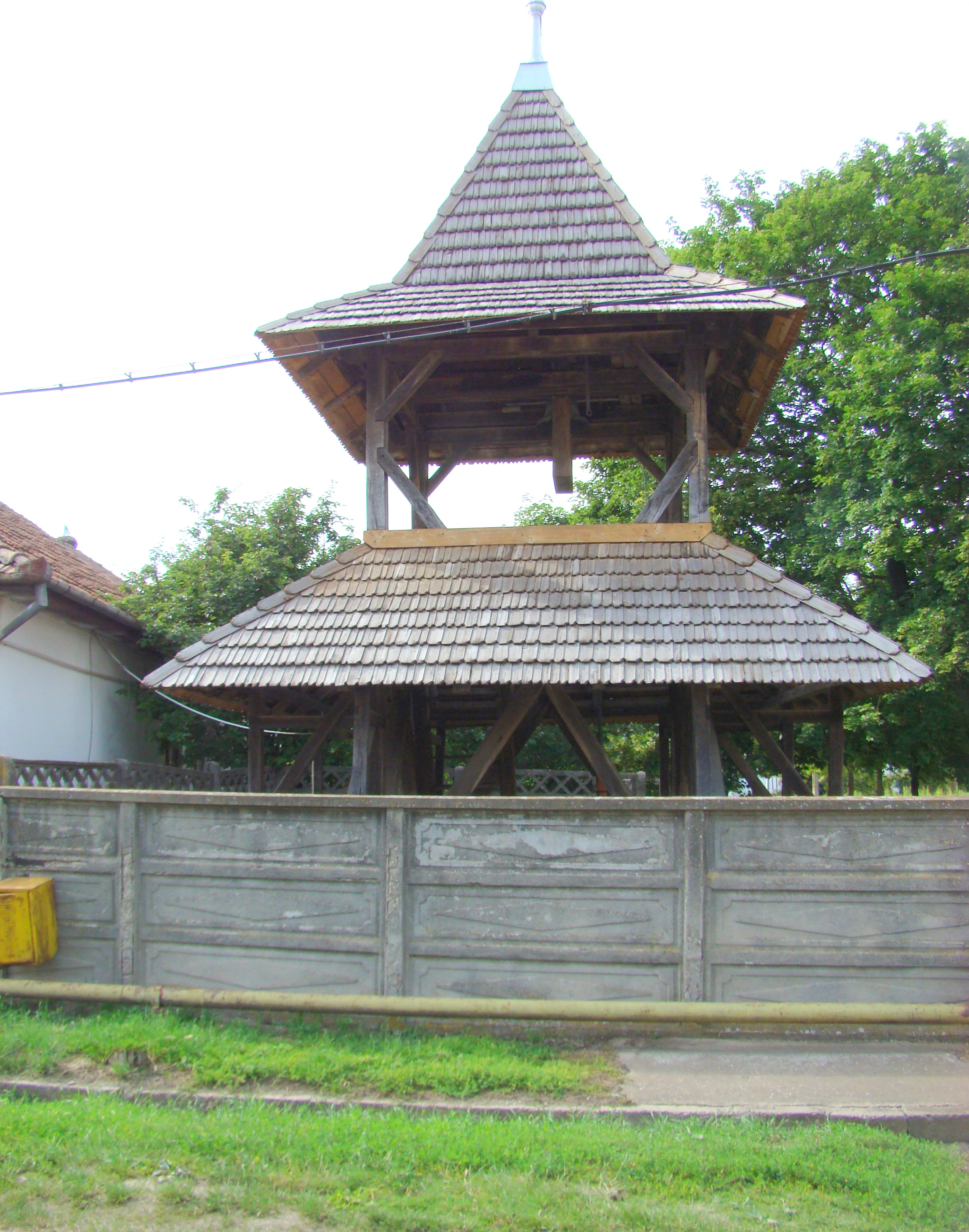
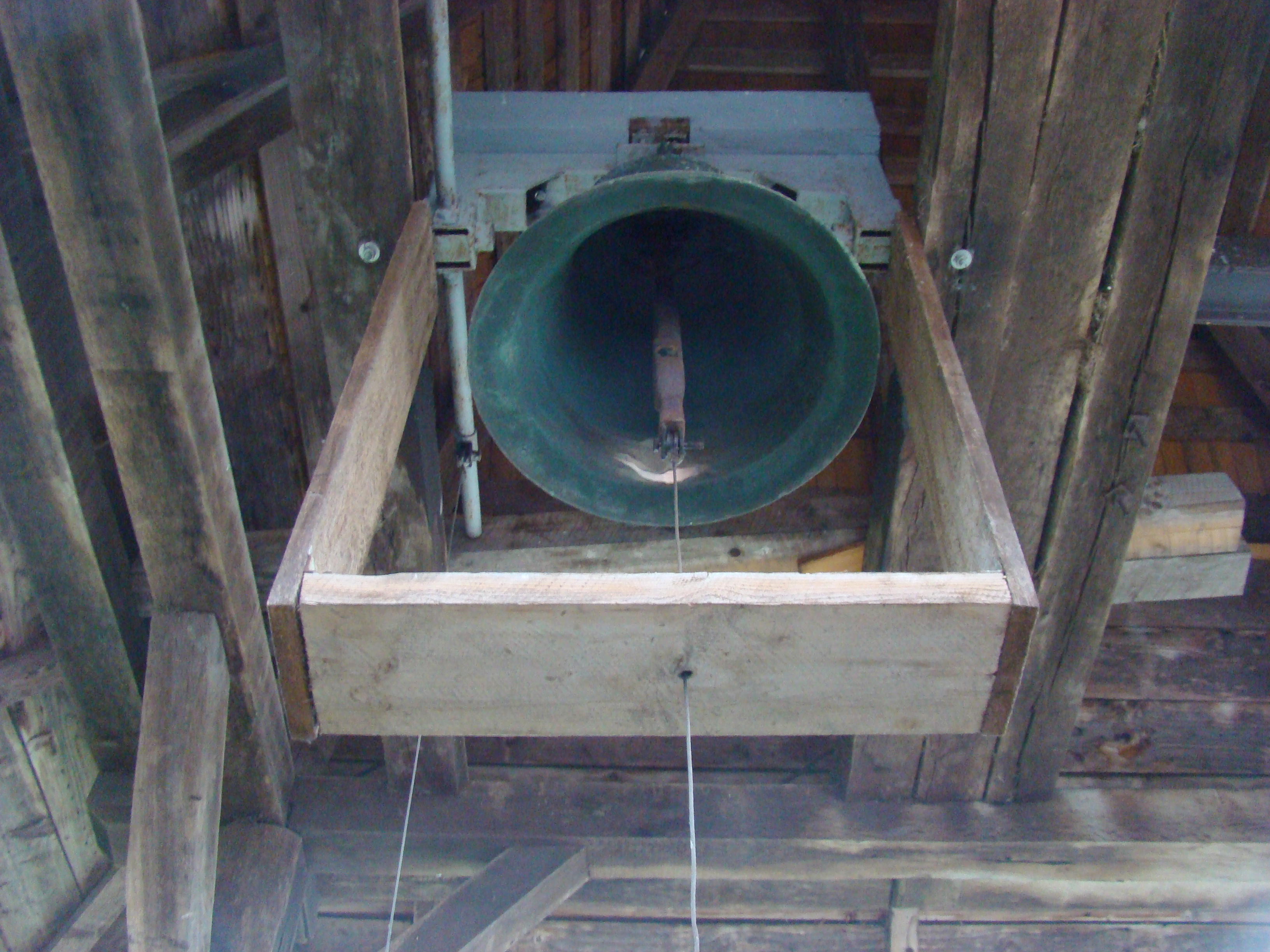
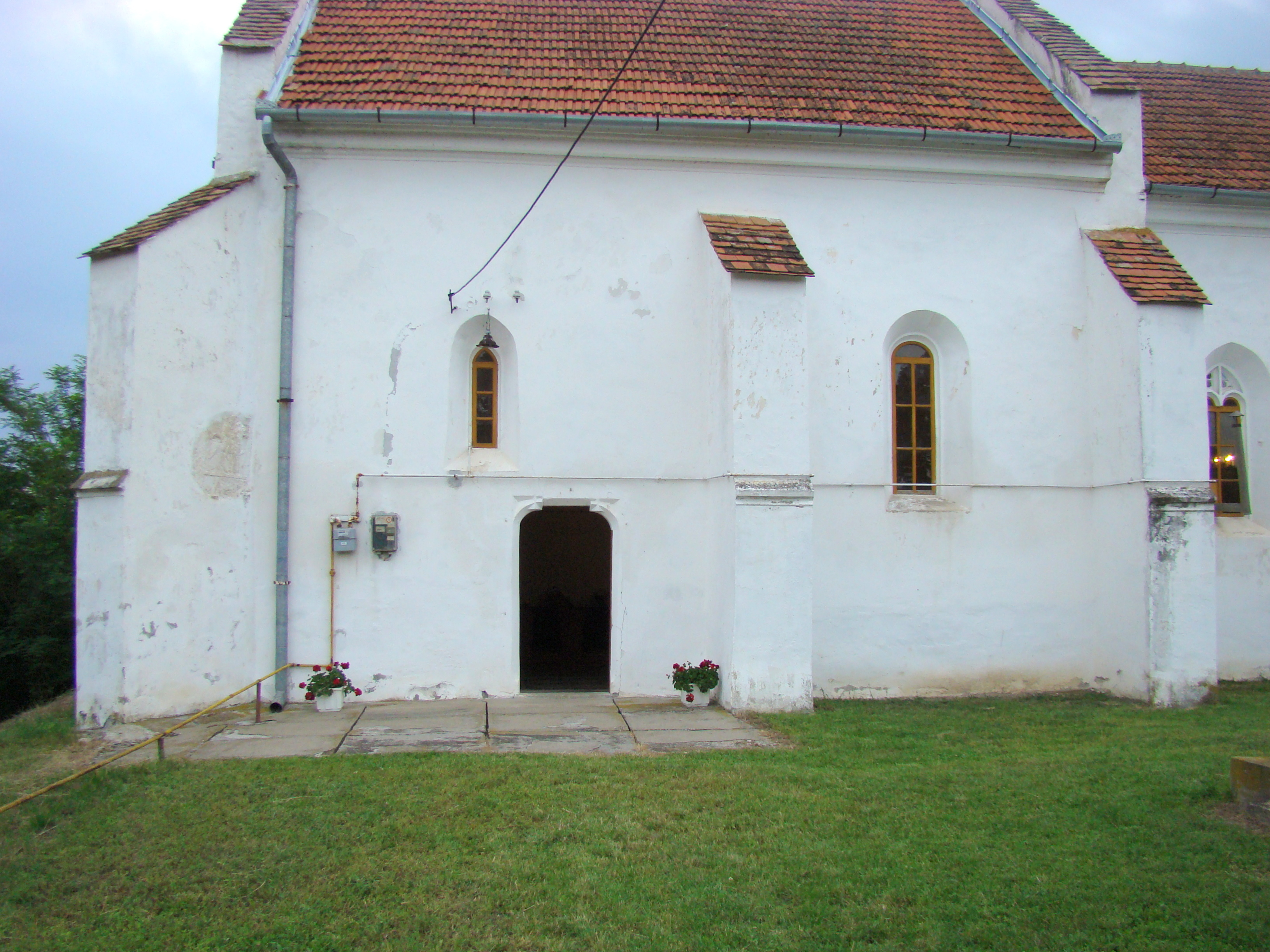
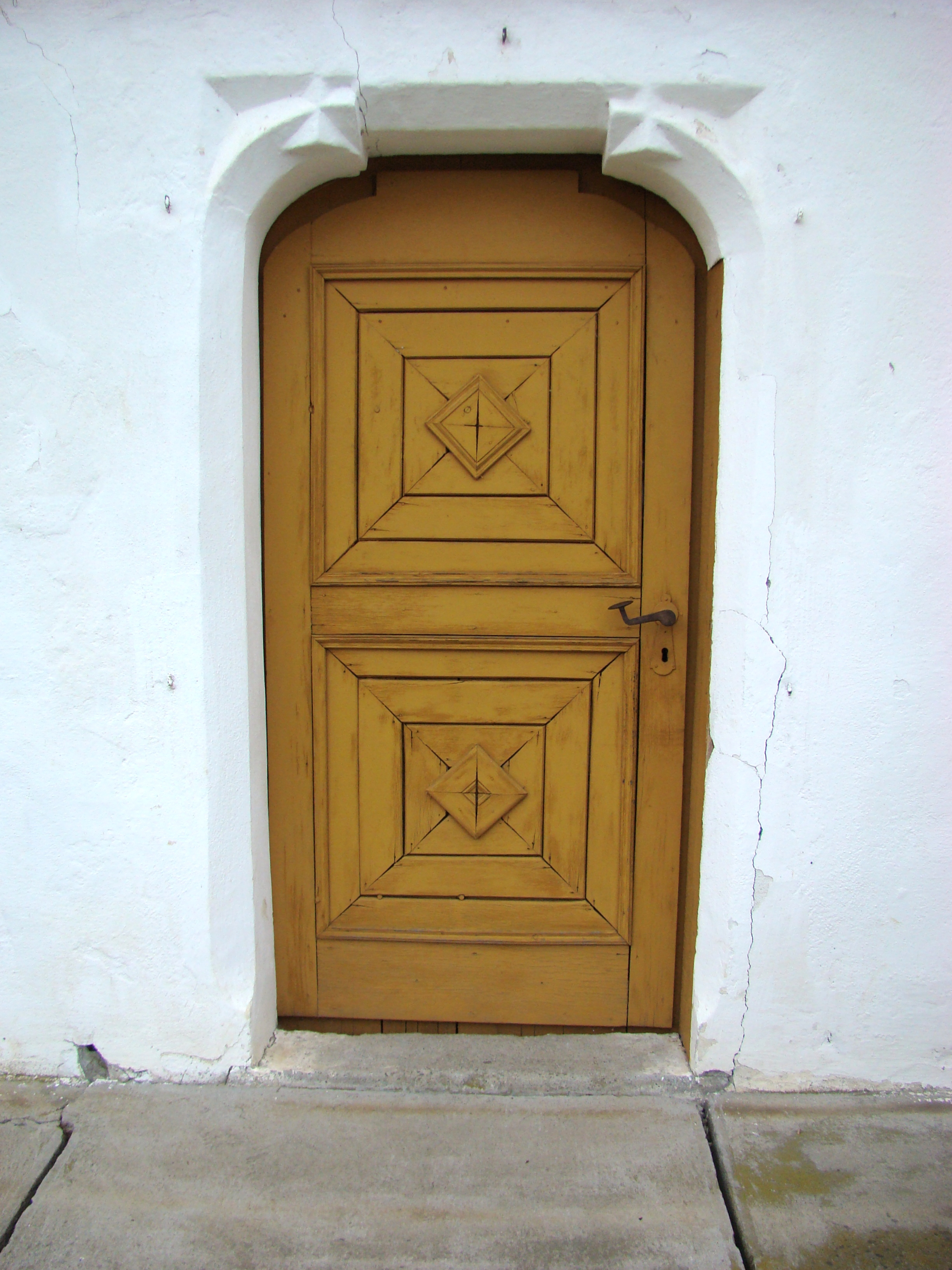
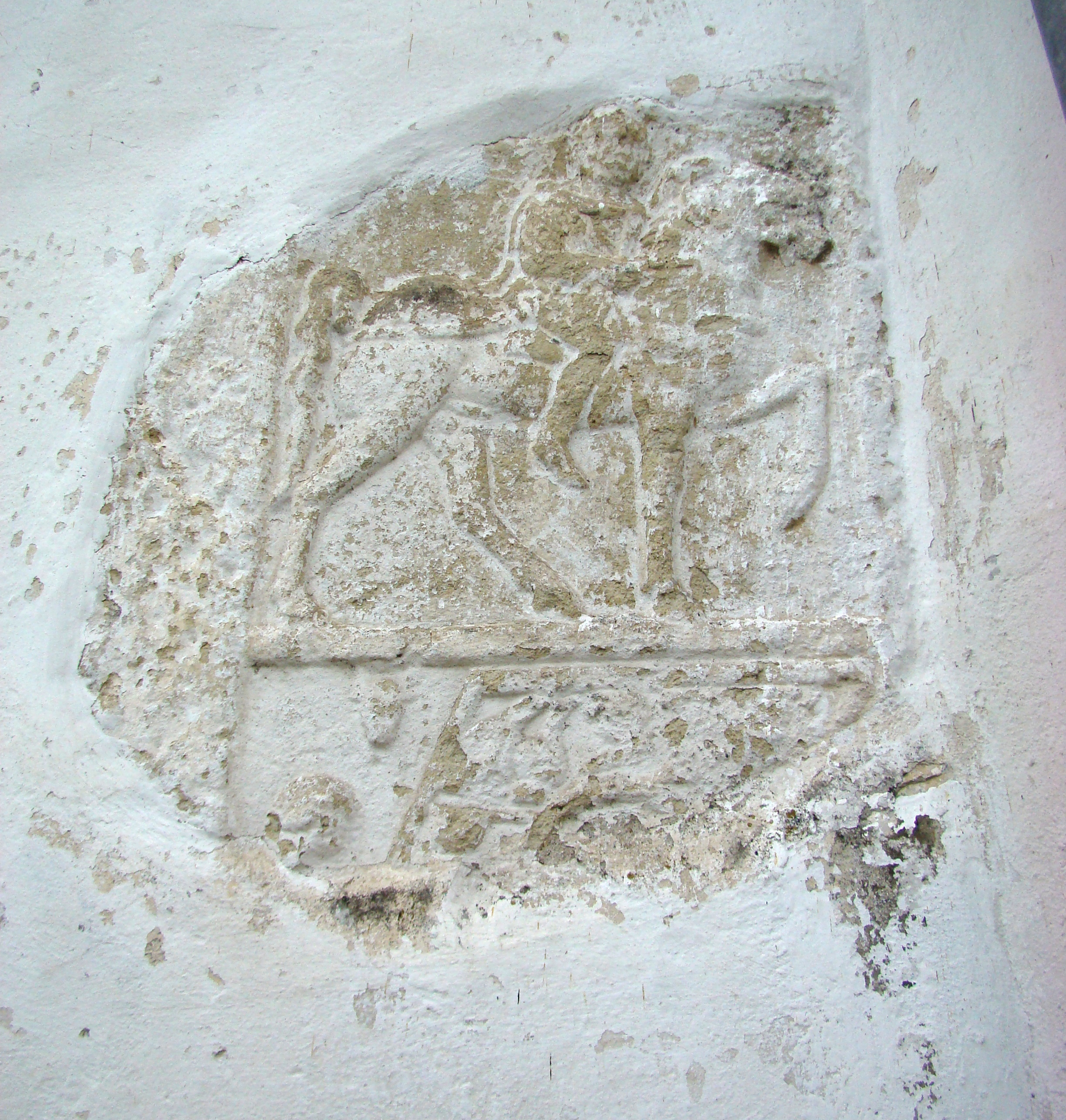
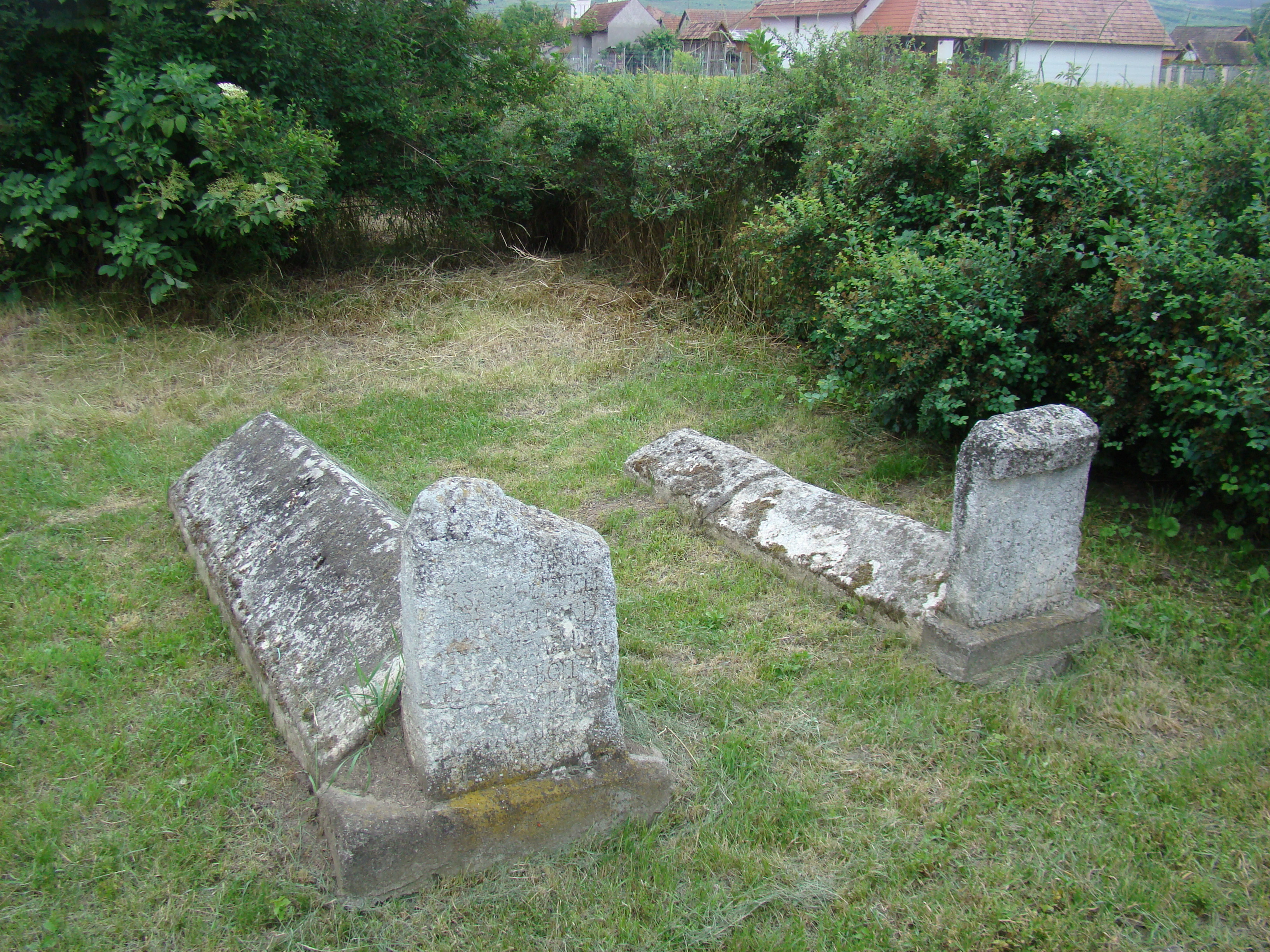
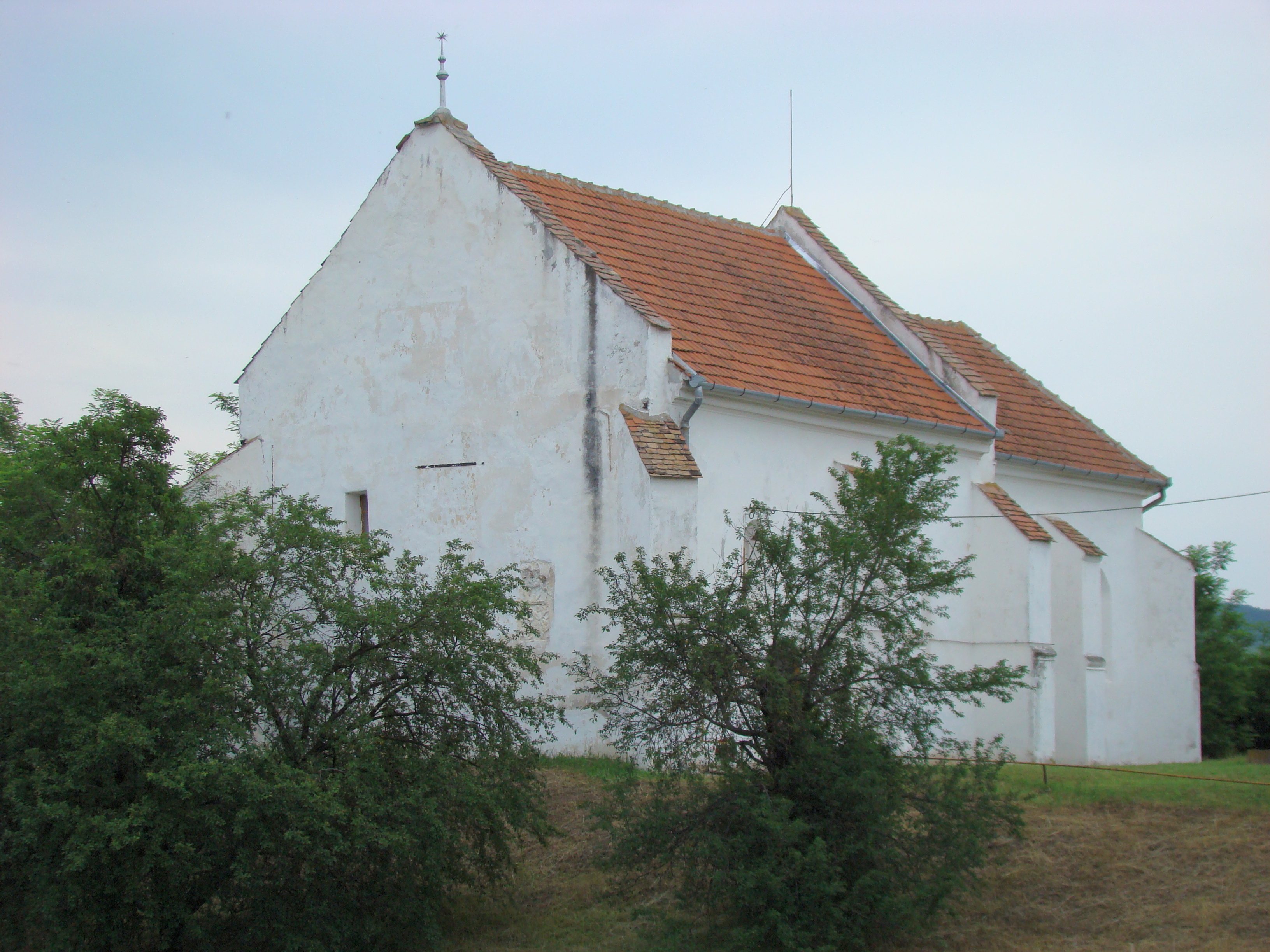
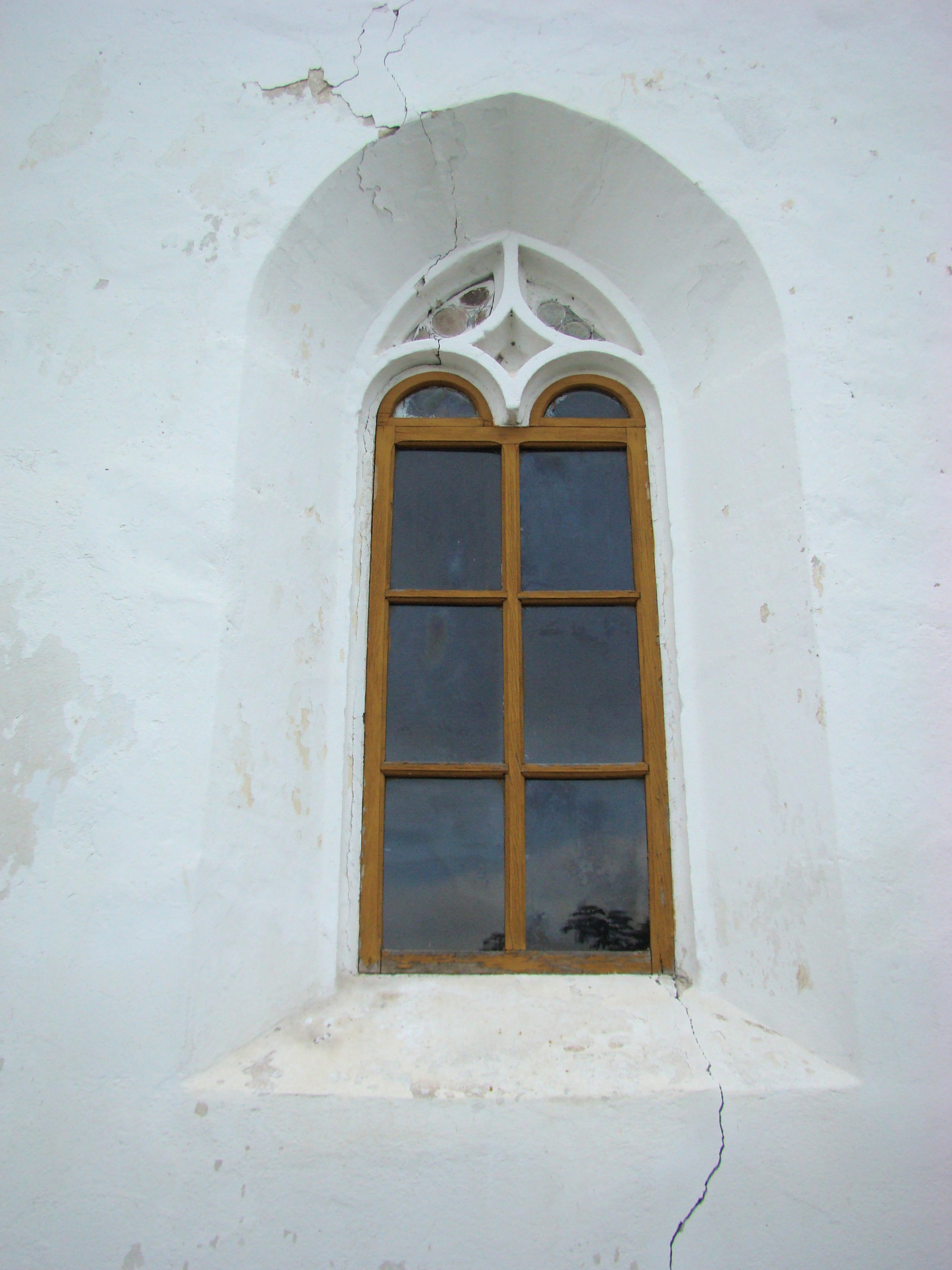
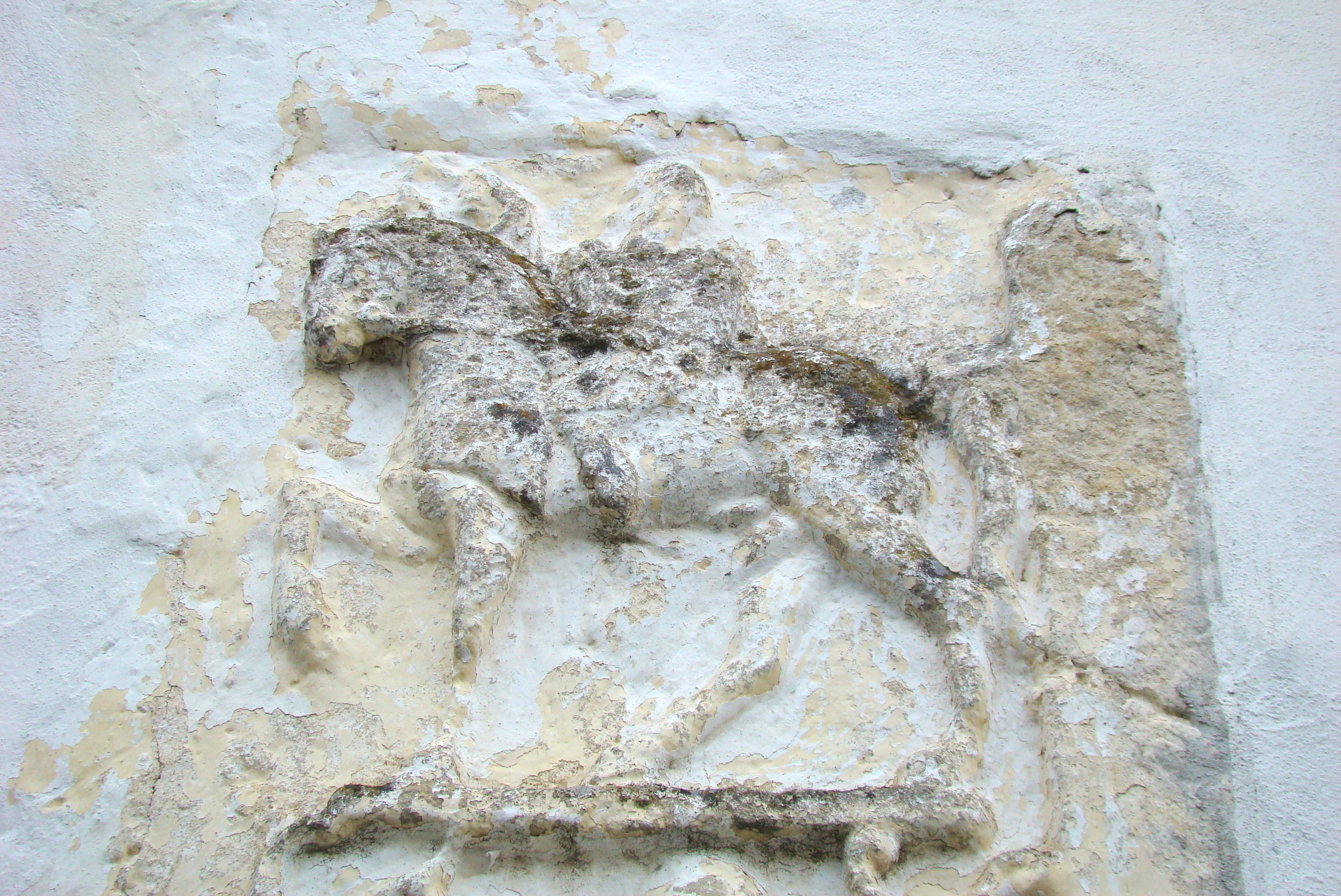
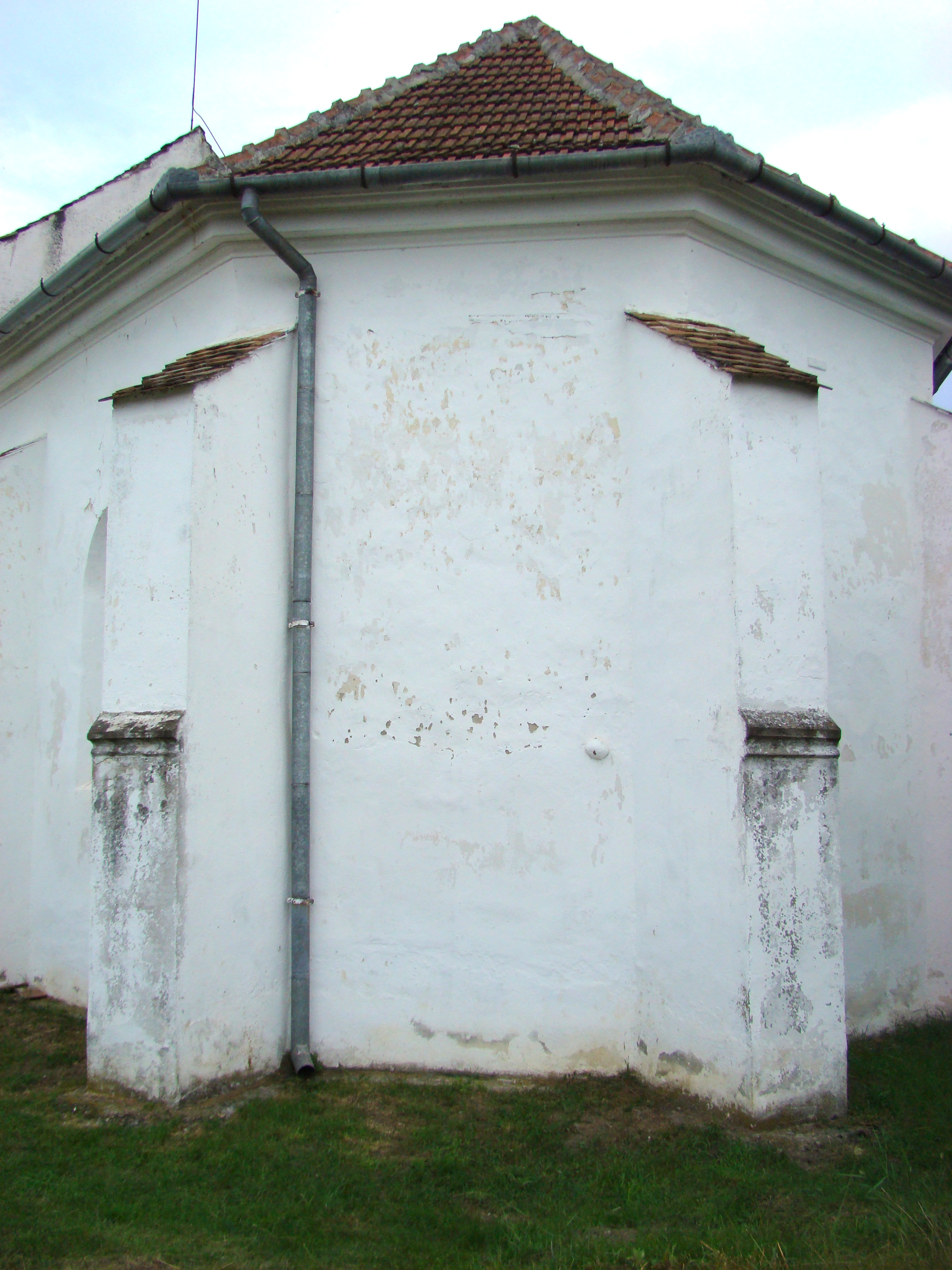
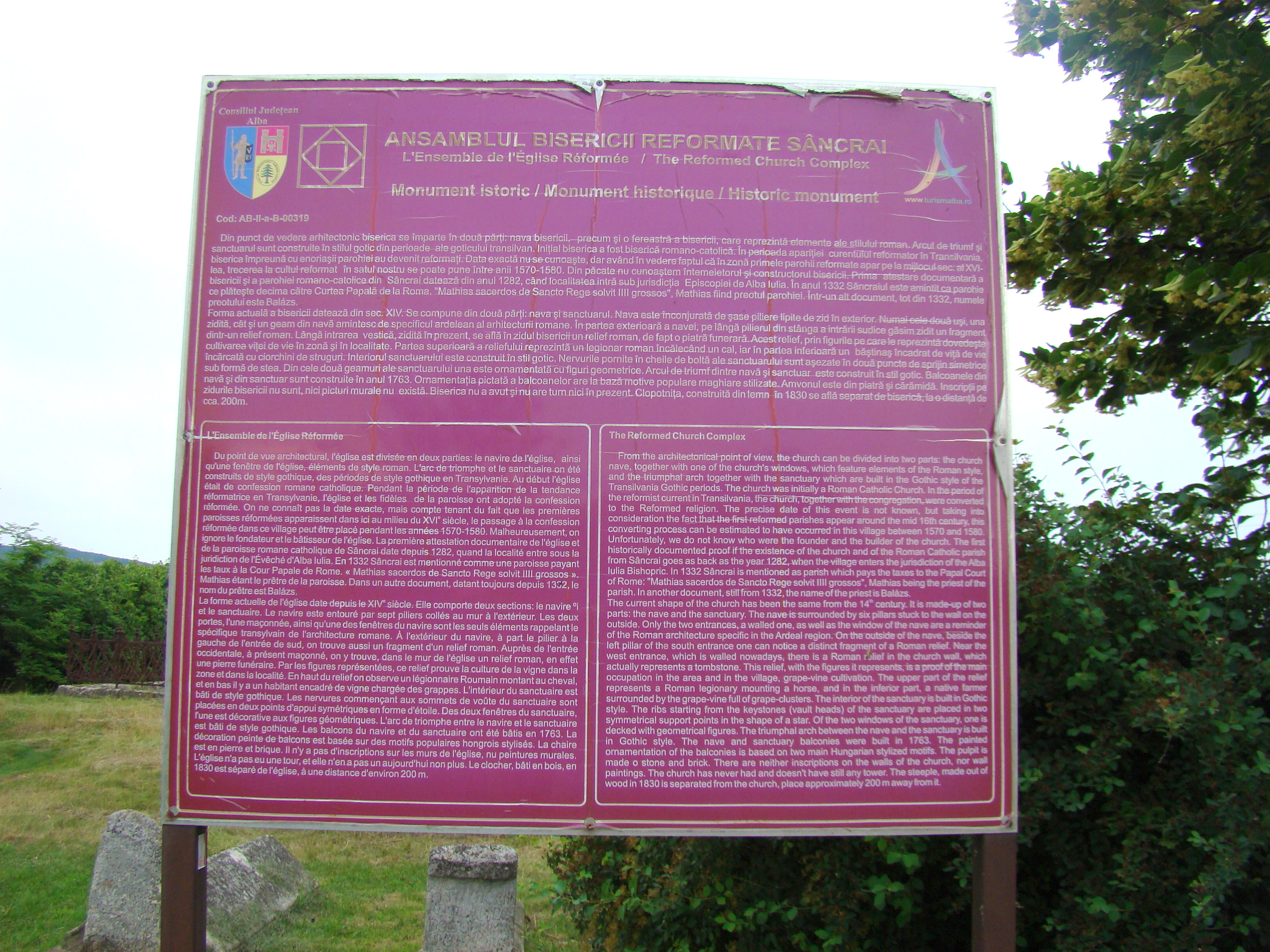
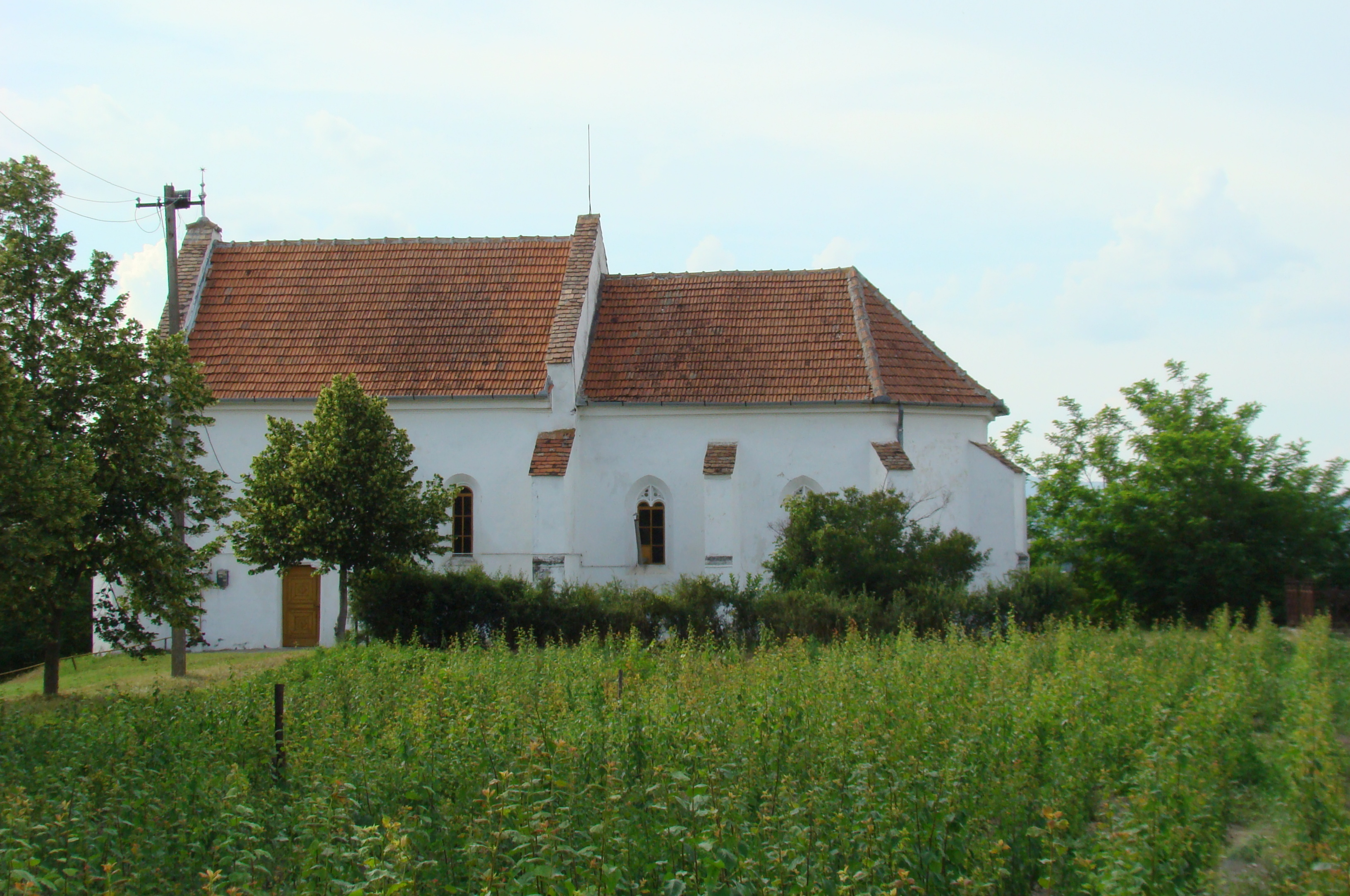

## Imagini din interior

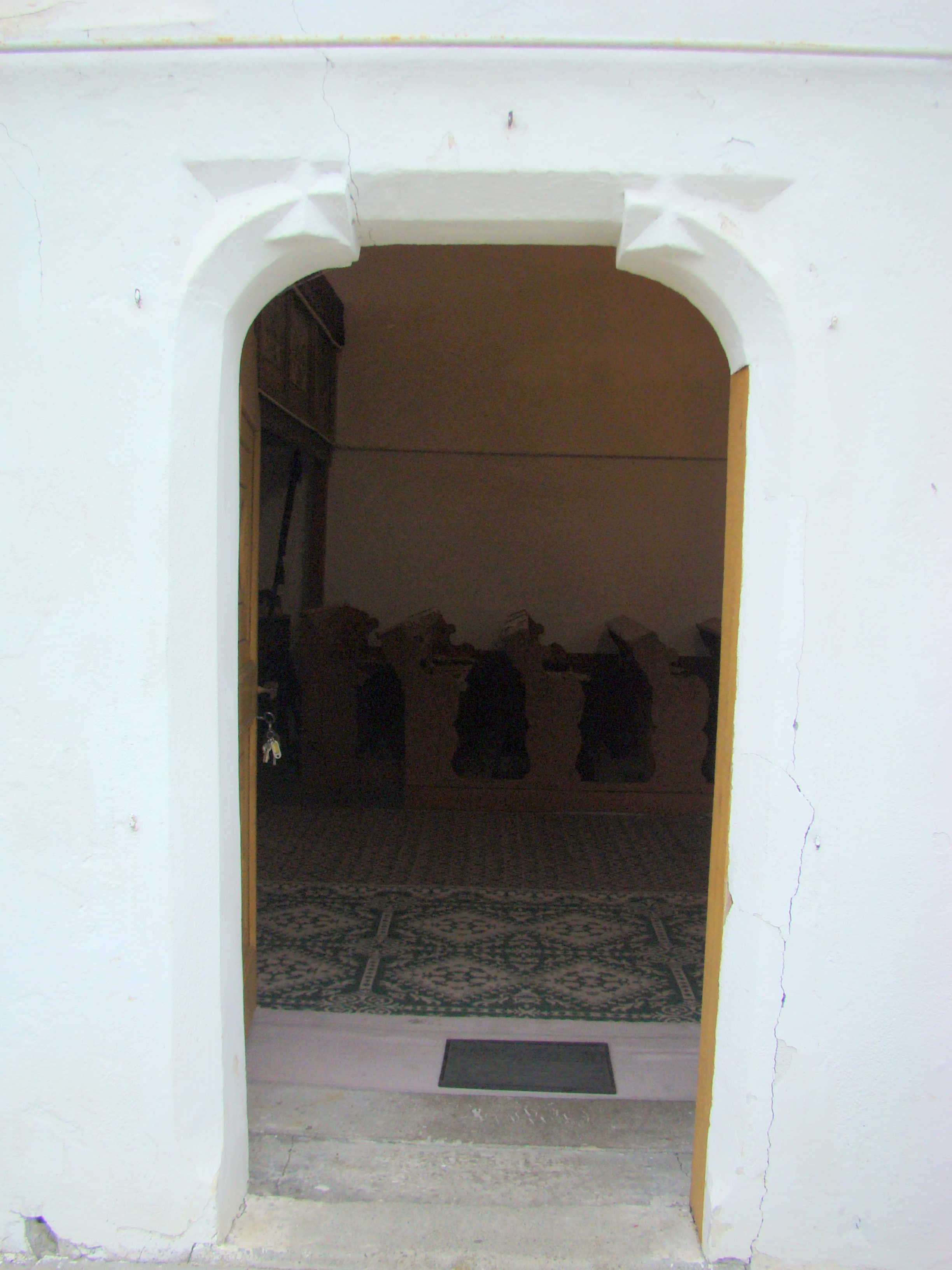
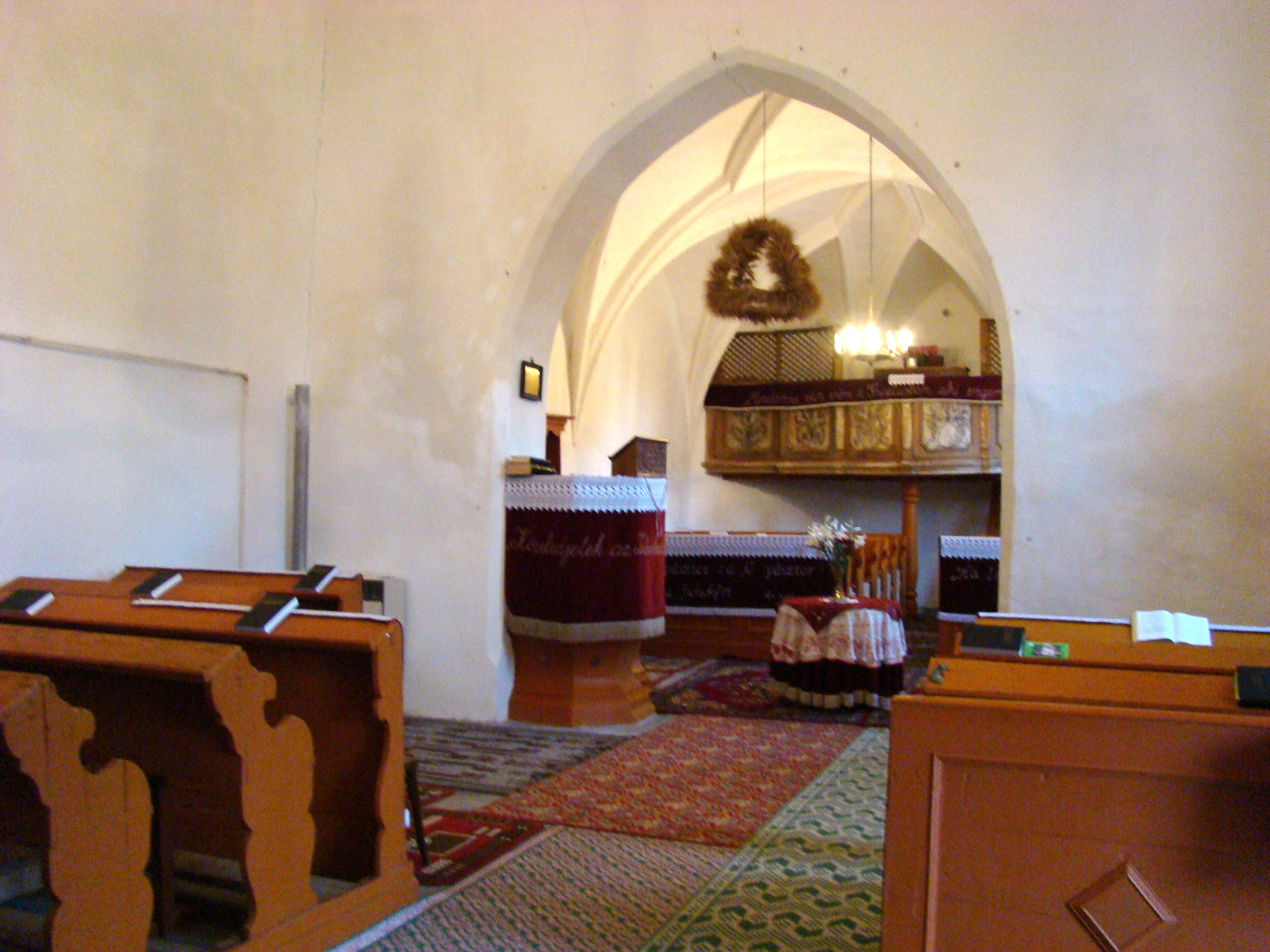
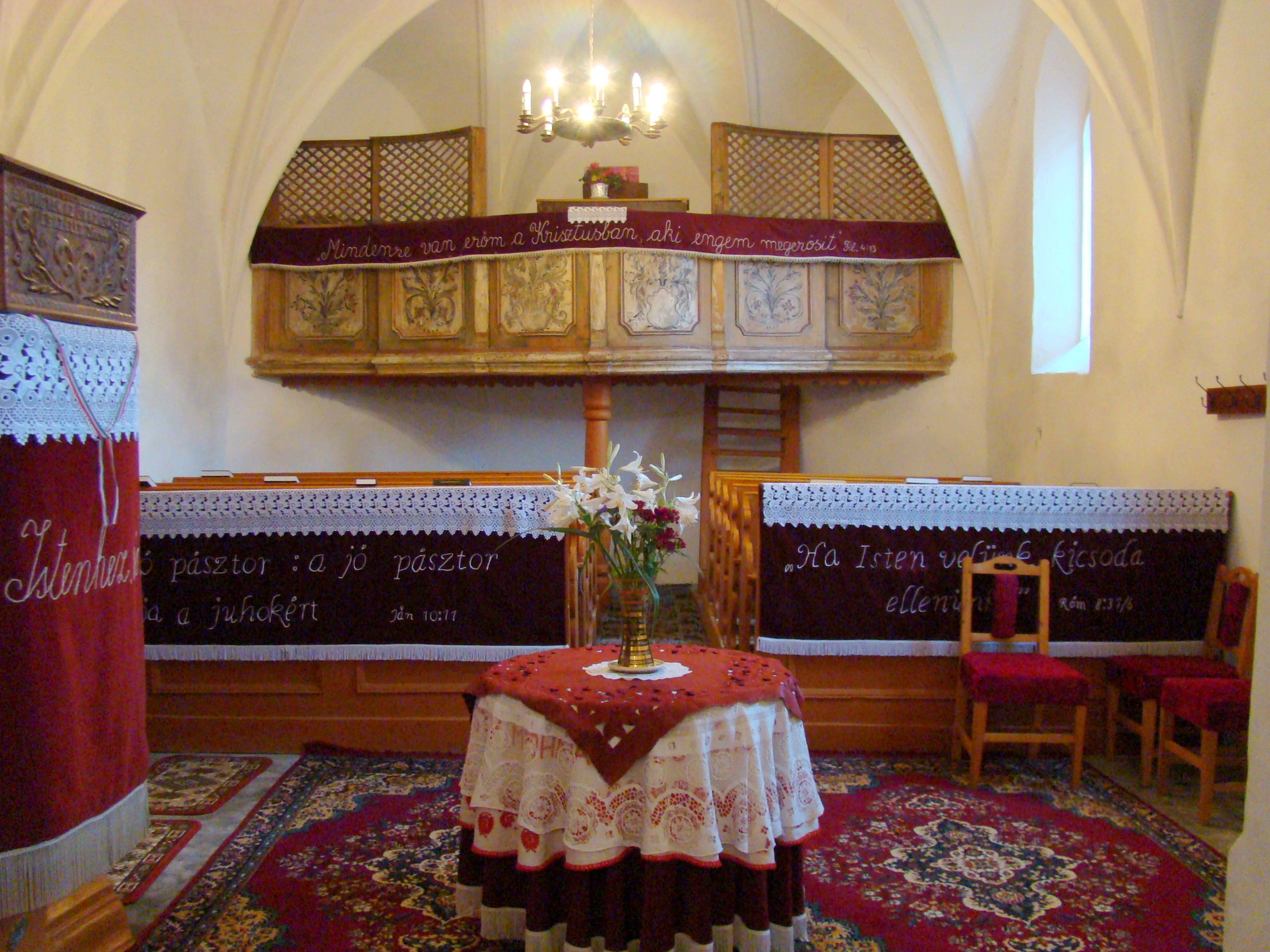
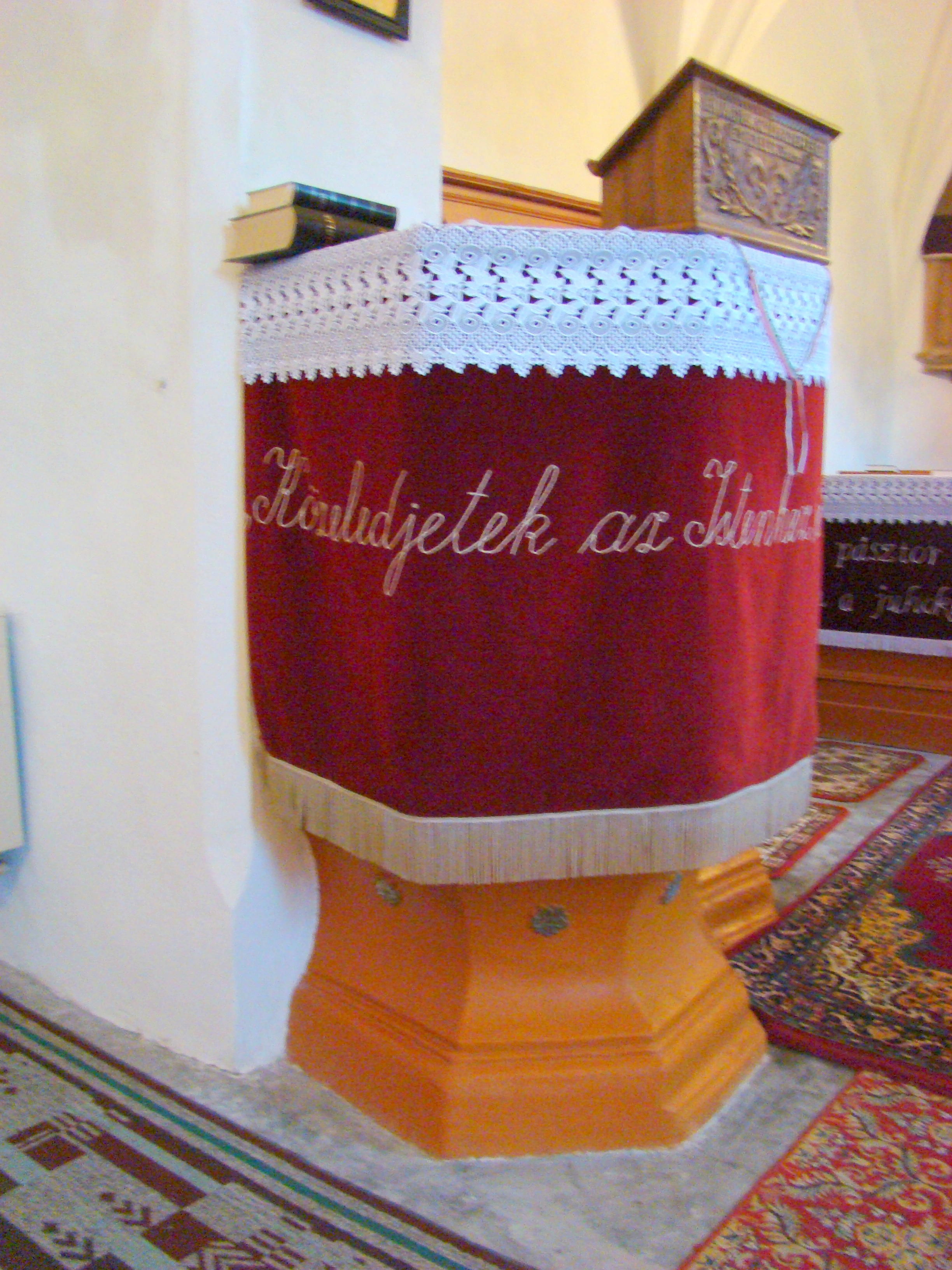
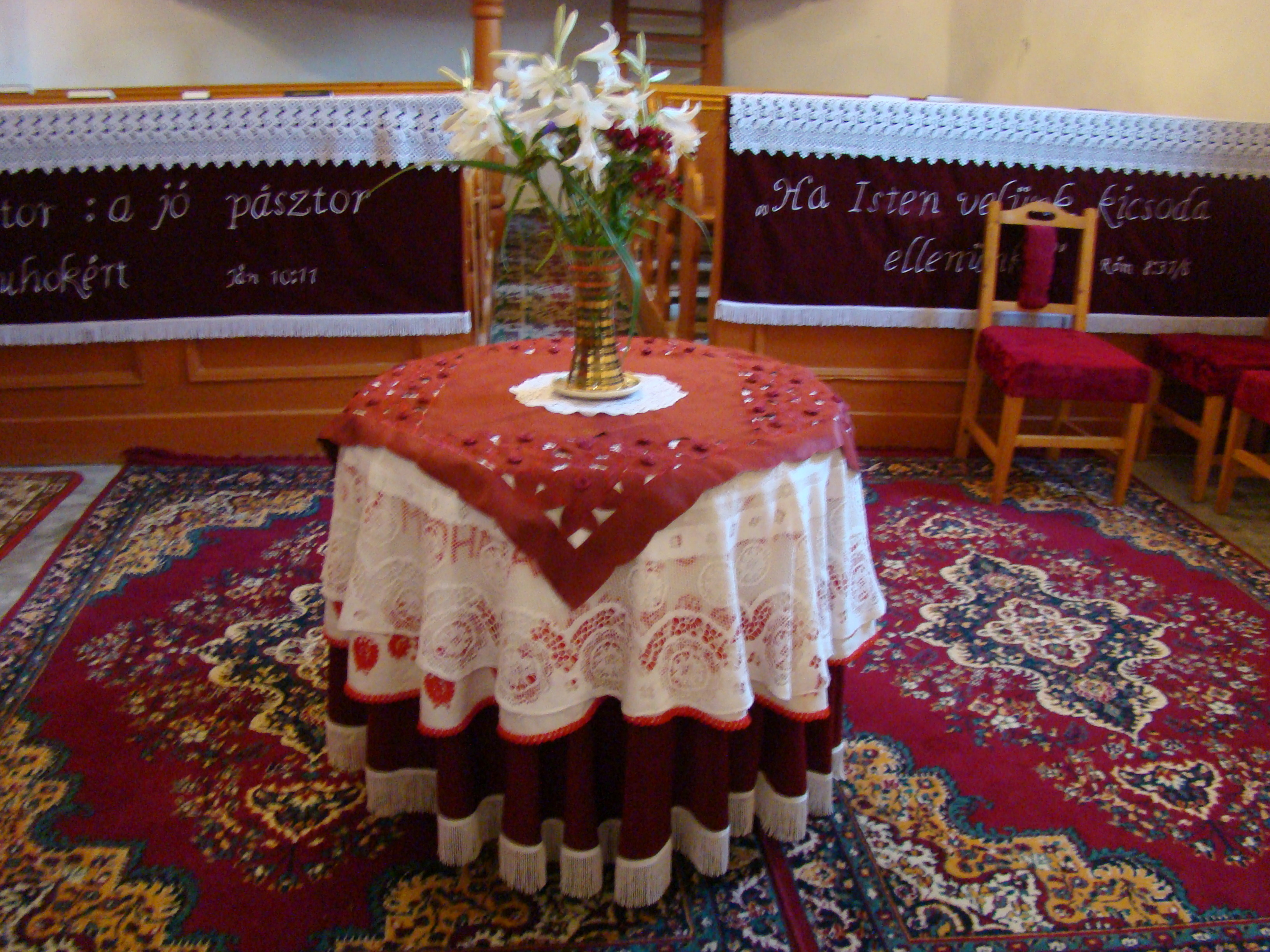
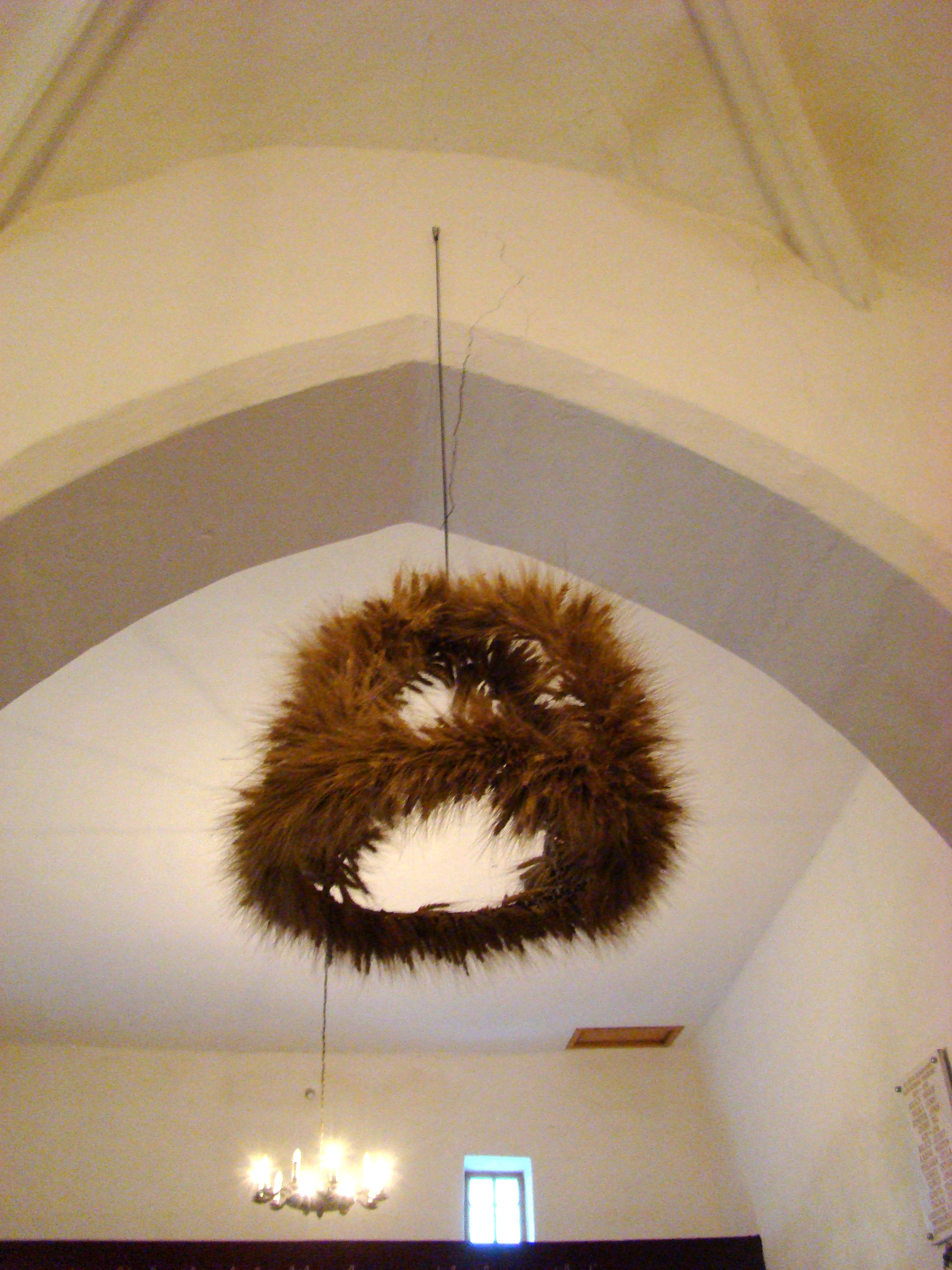
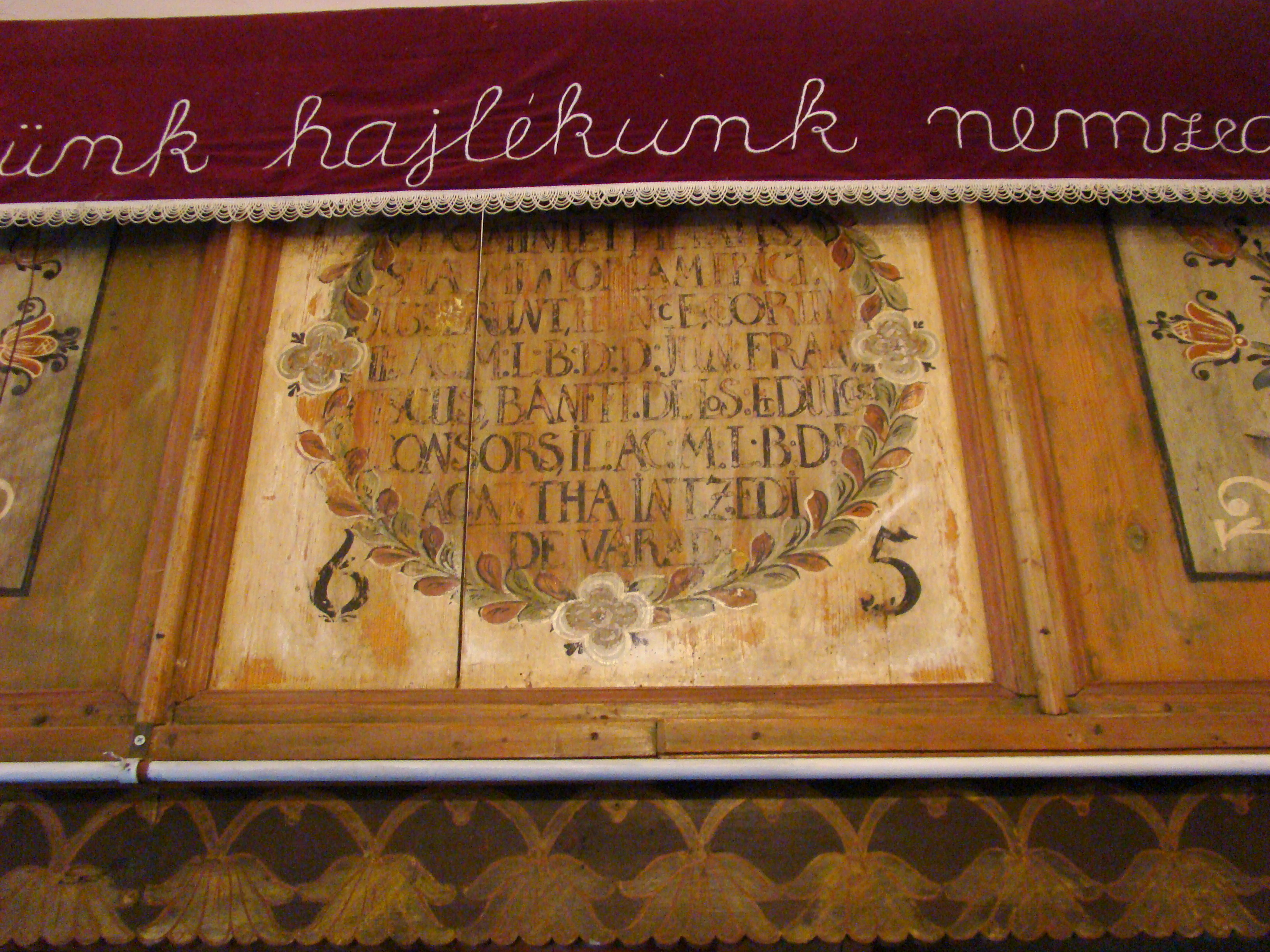
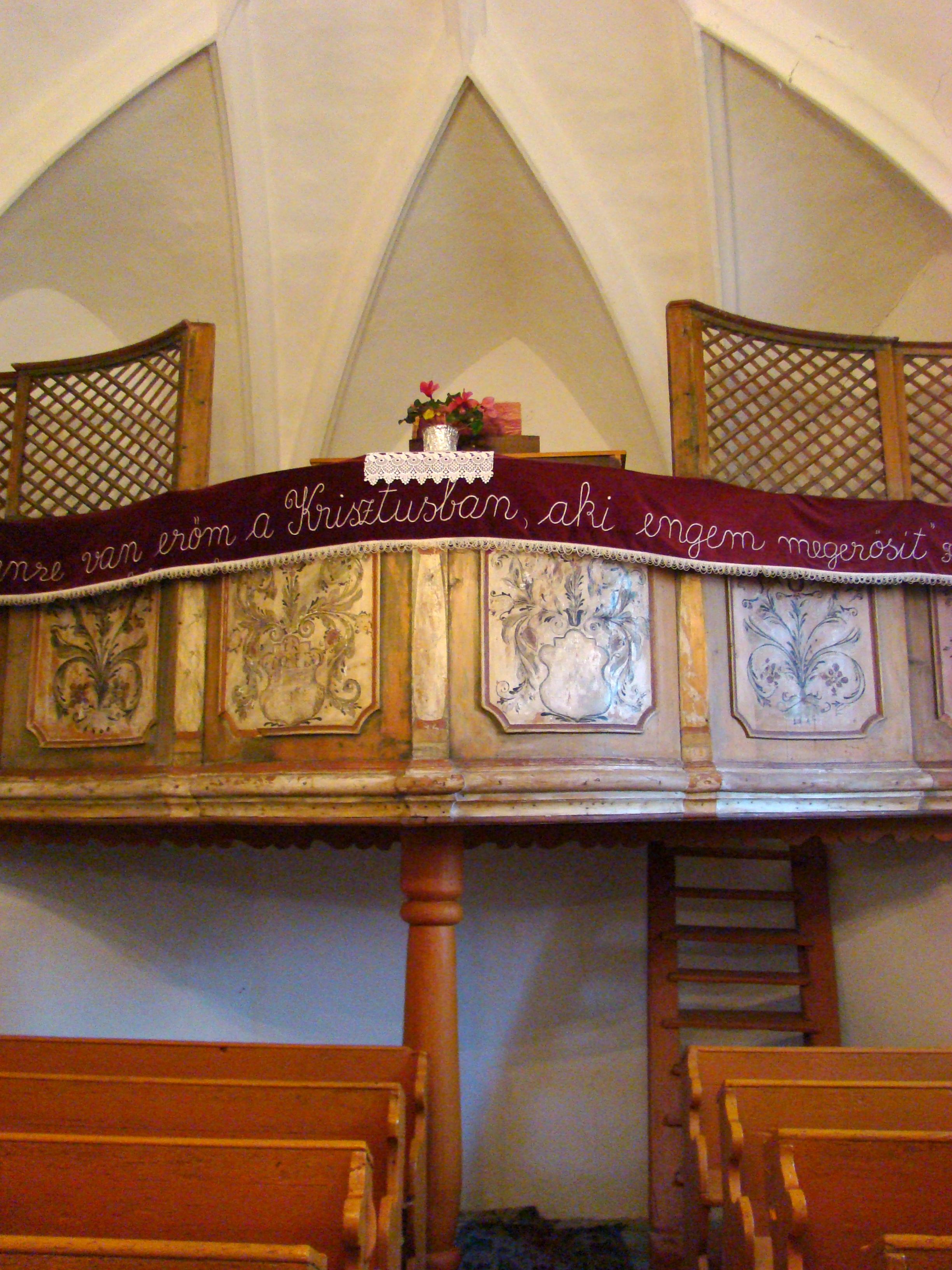
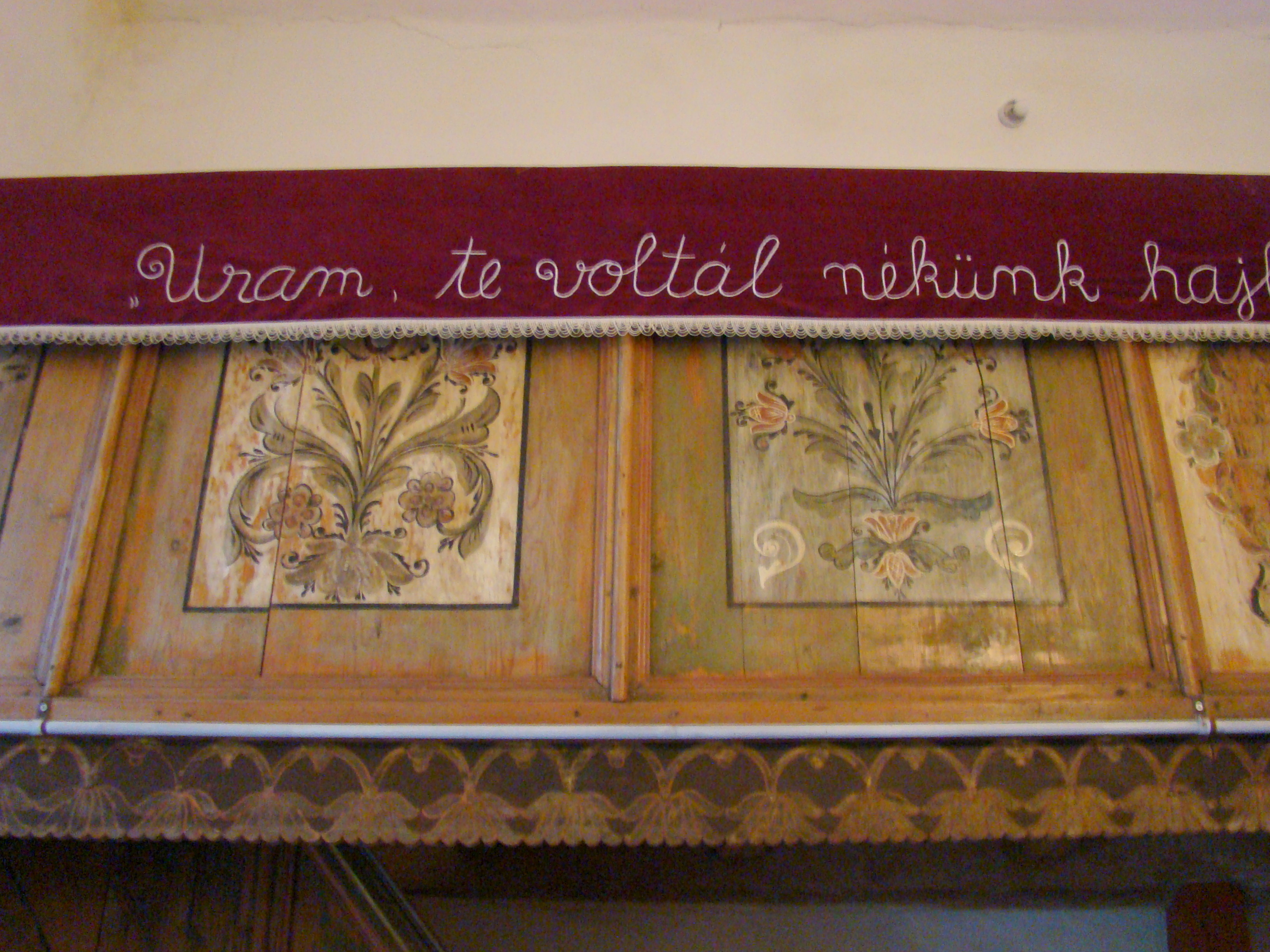
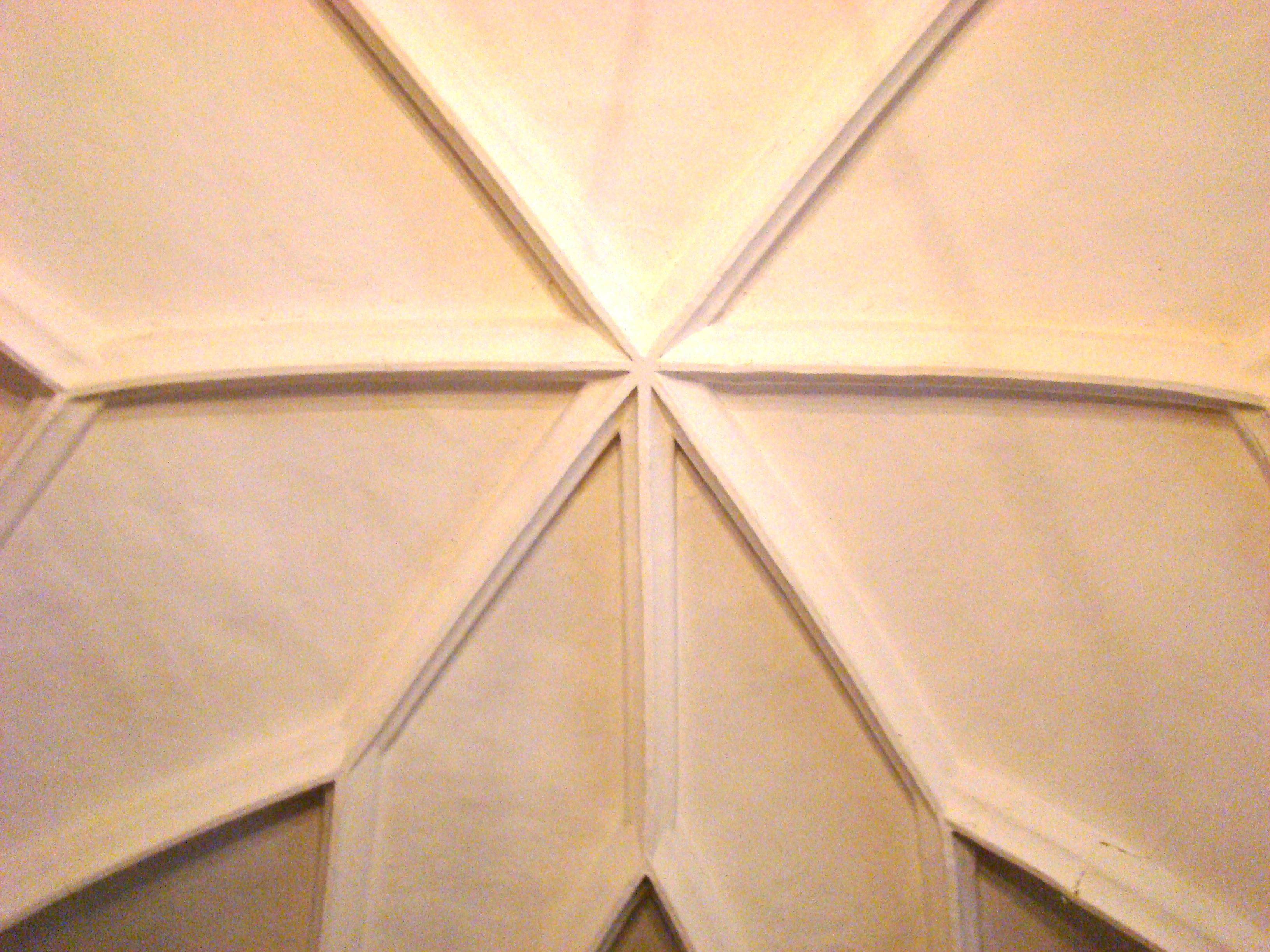
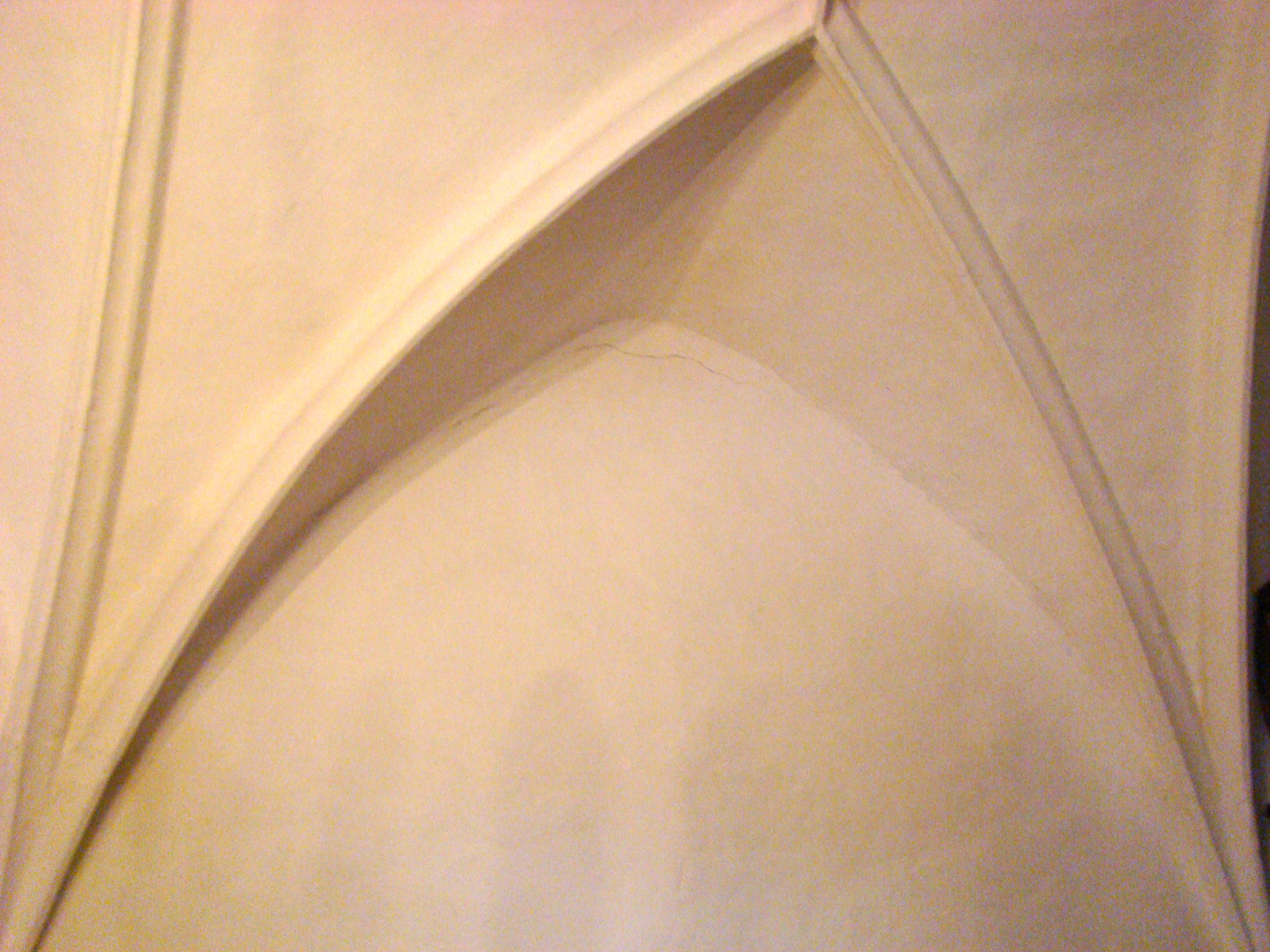
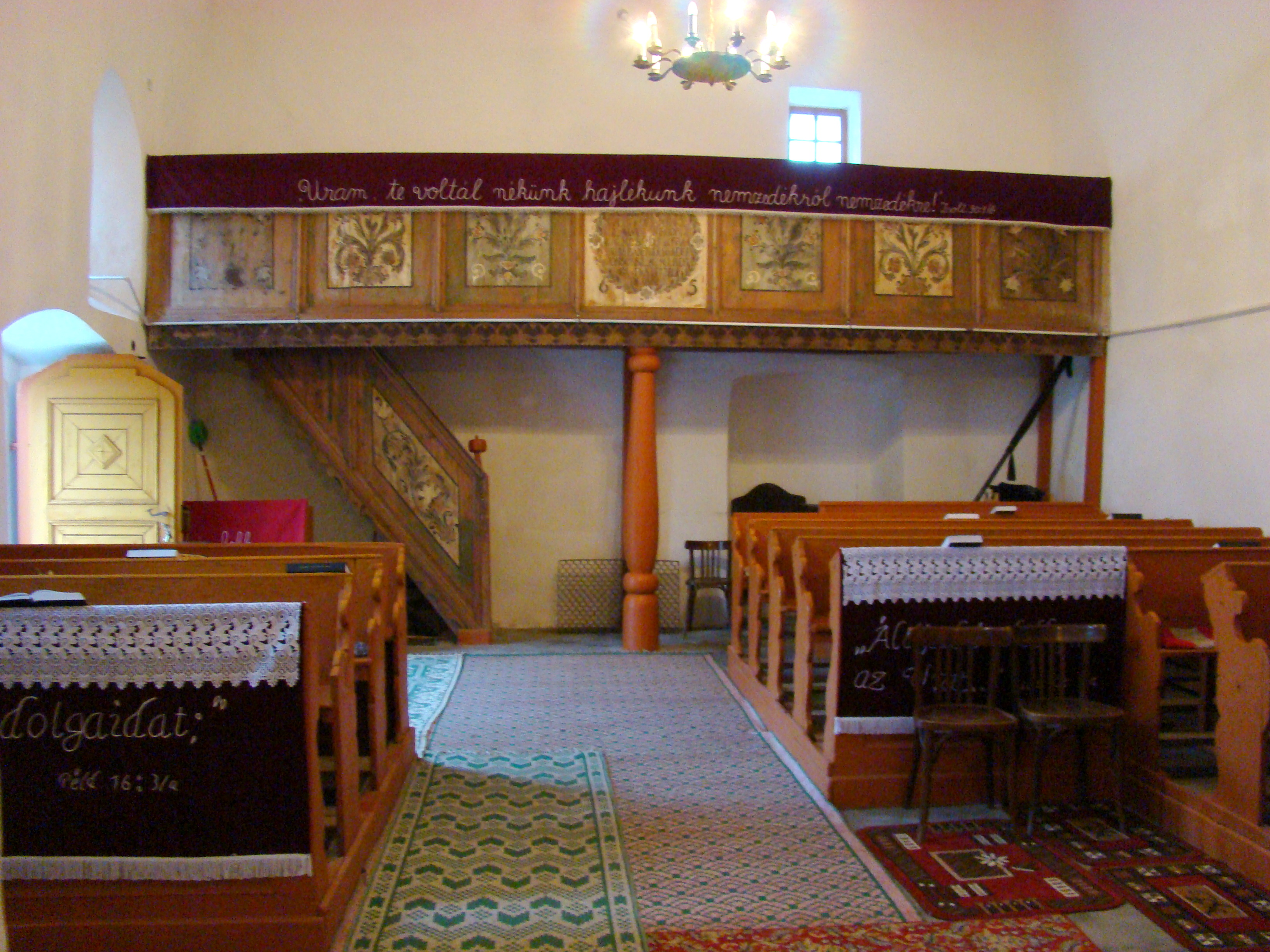
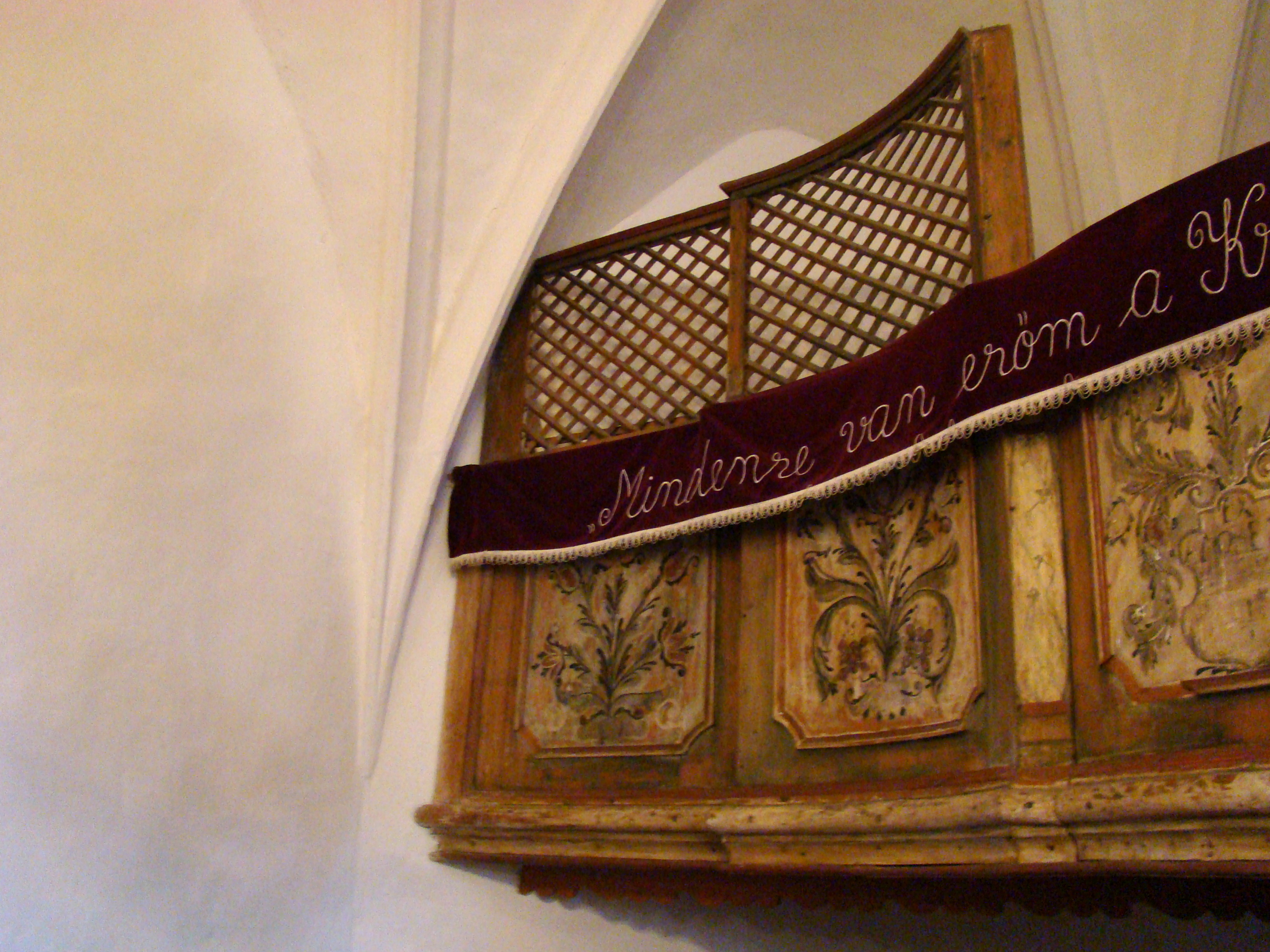
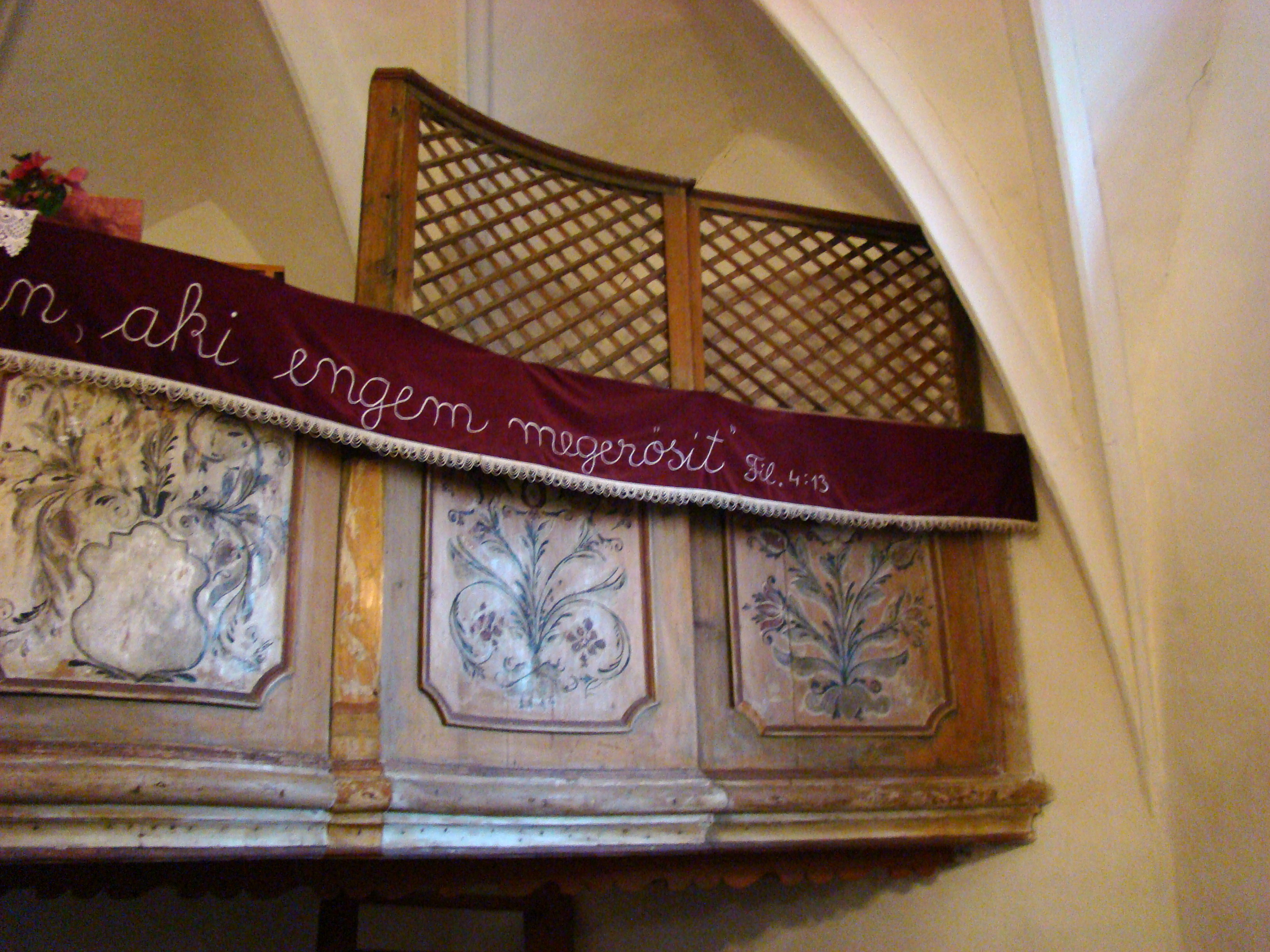
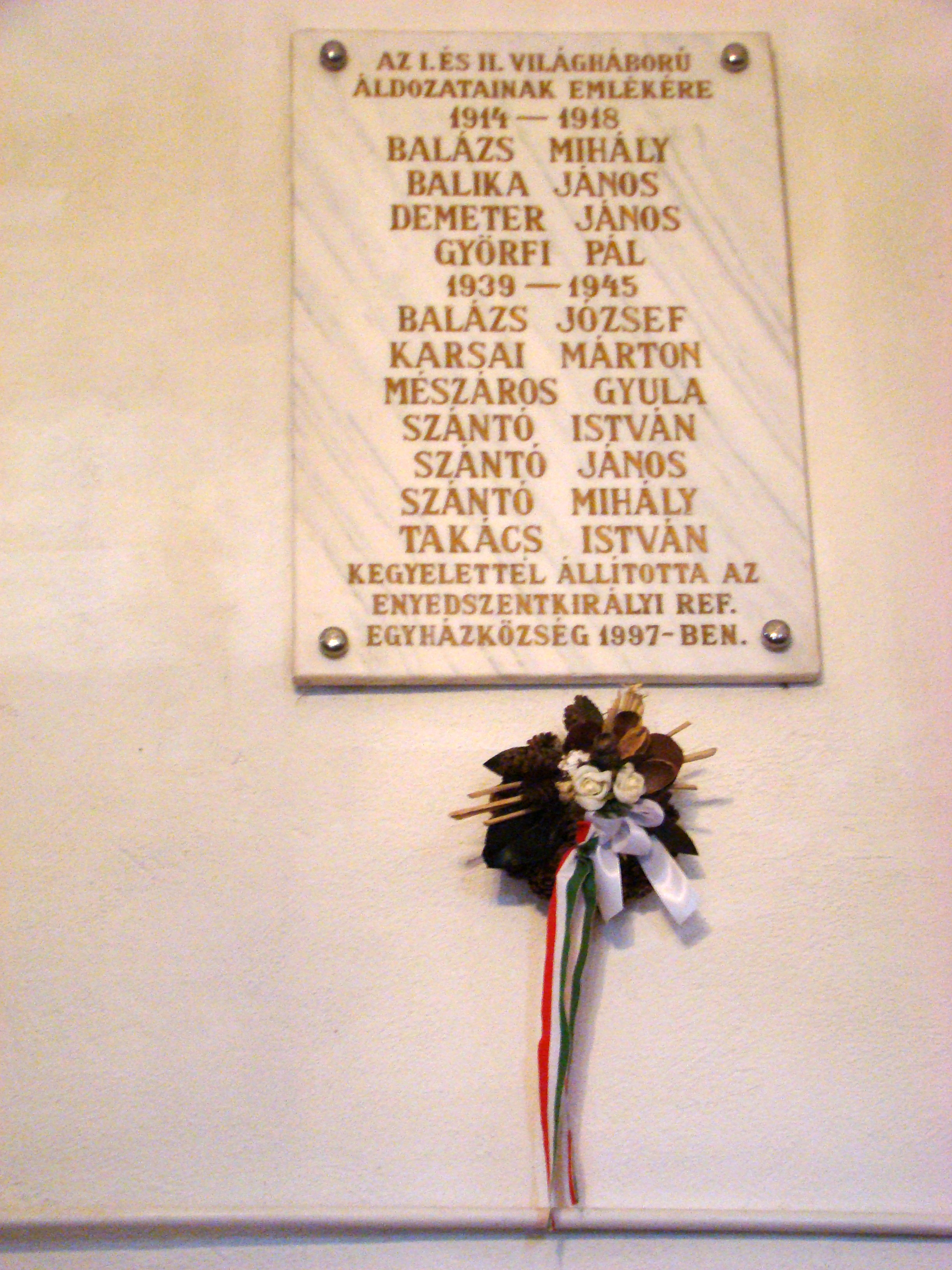
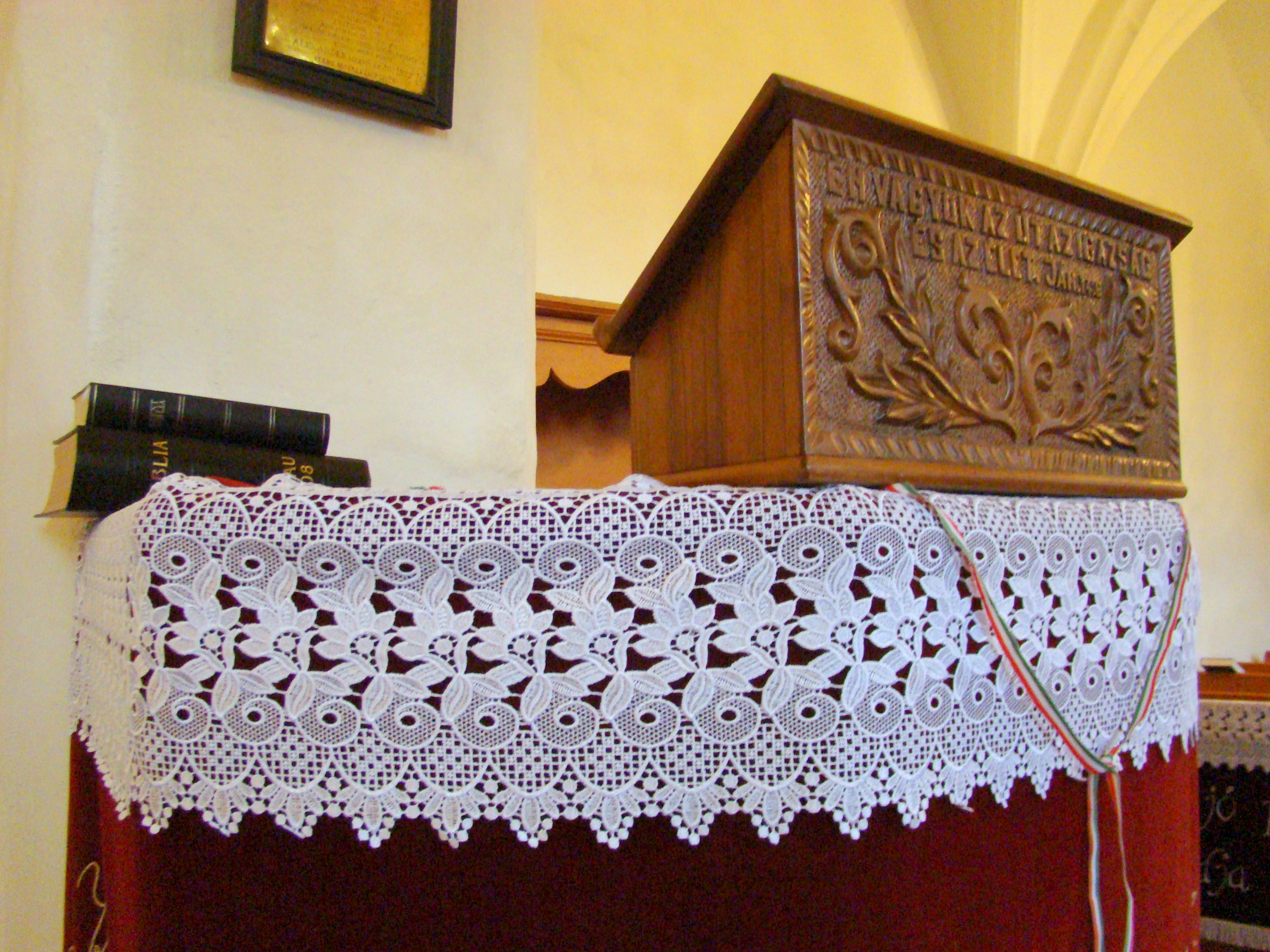
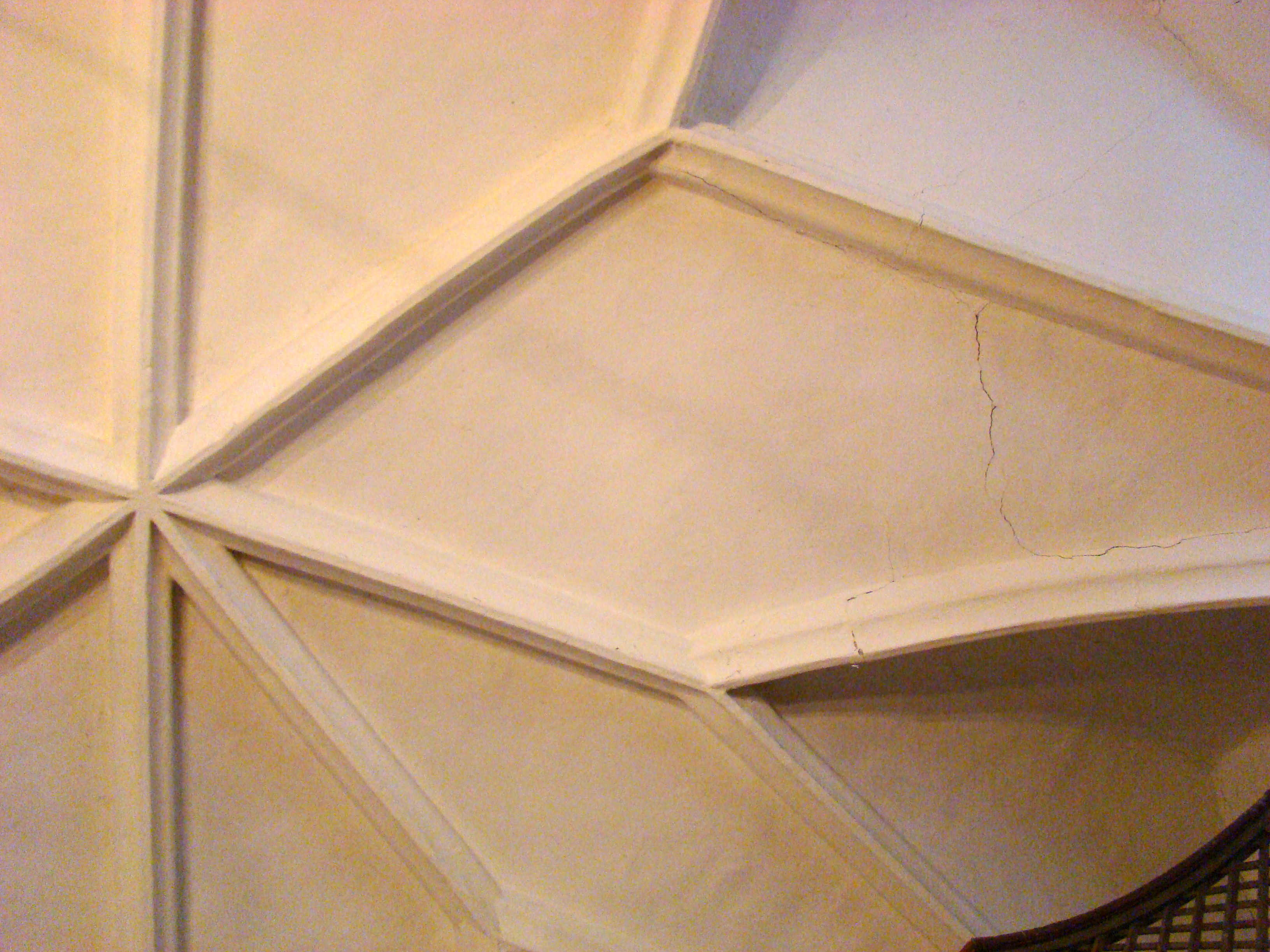
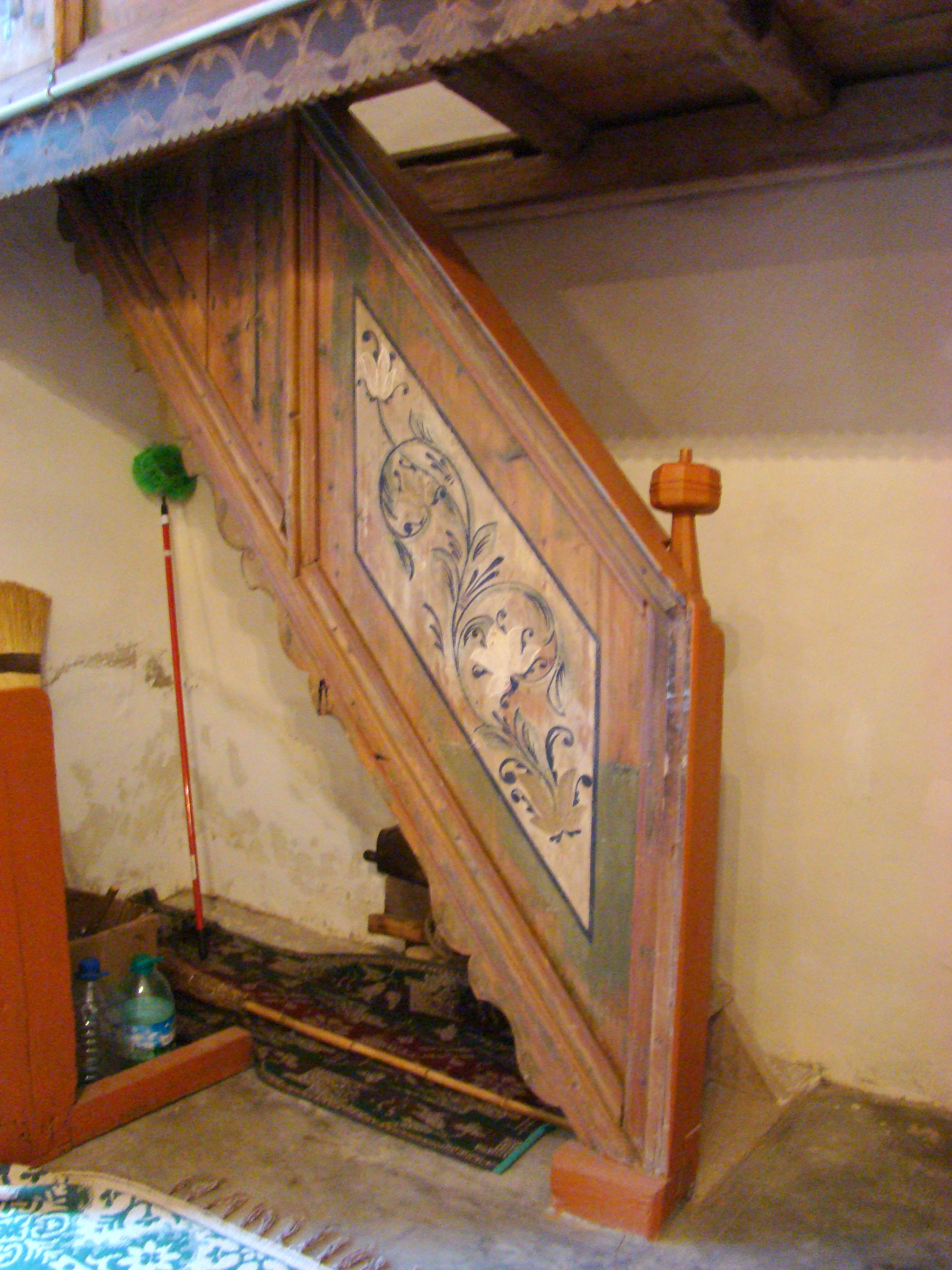
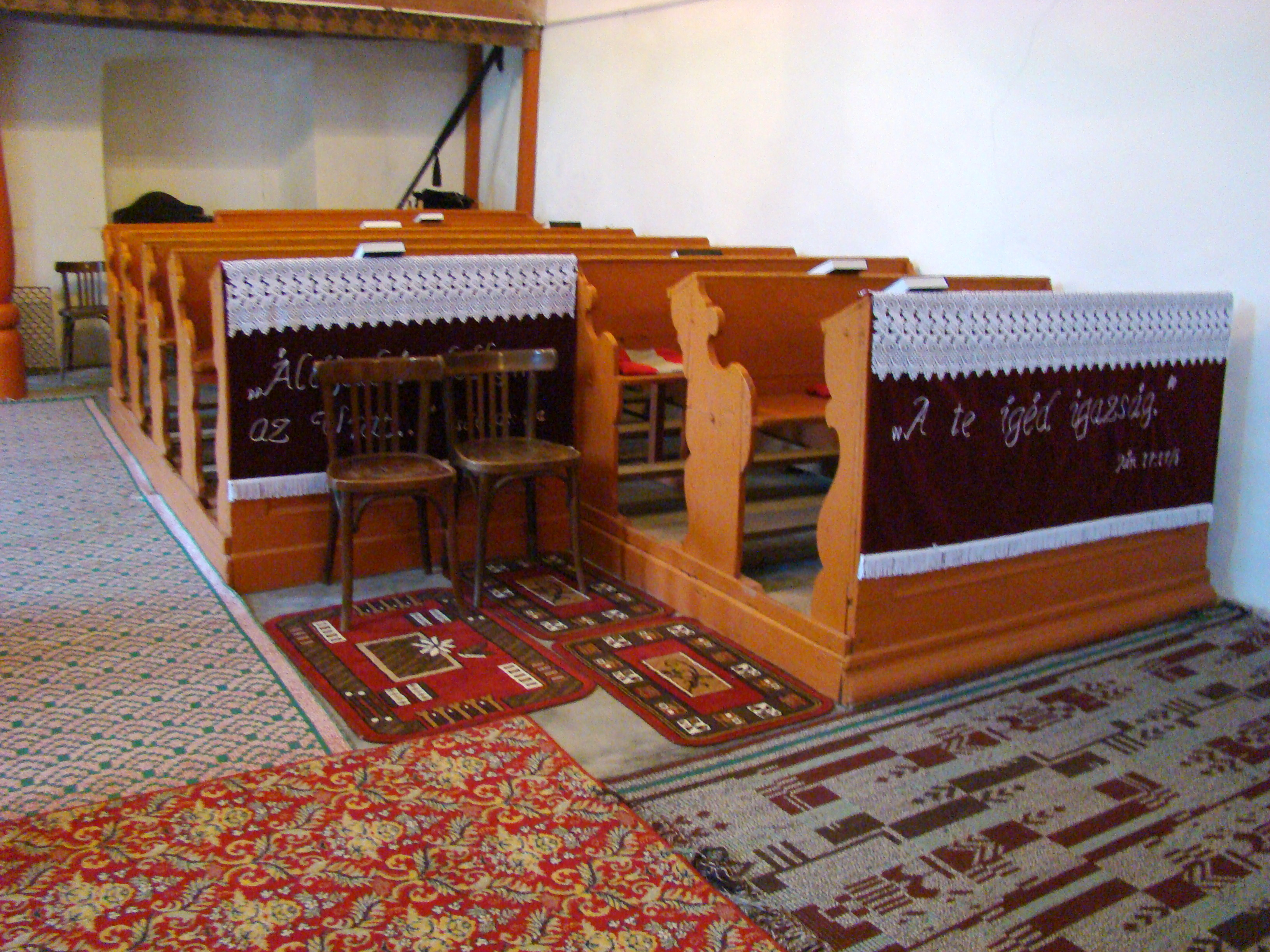
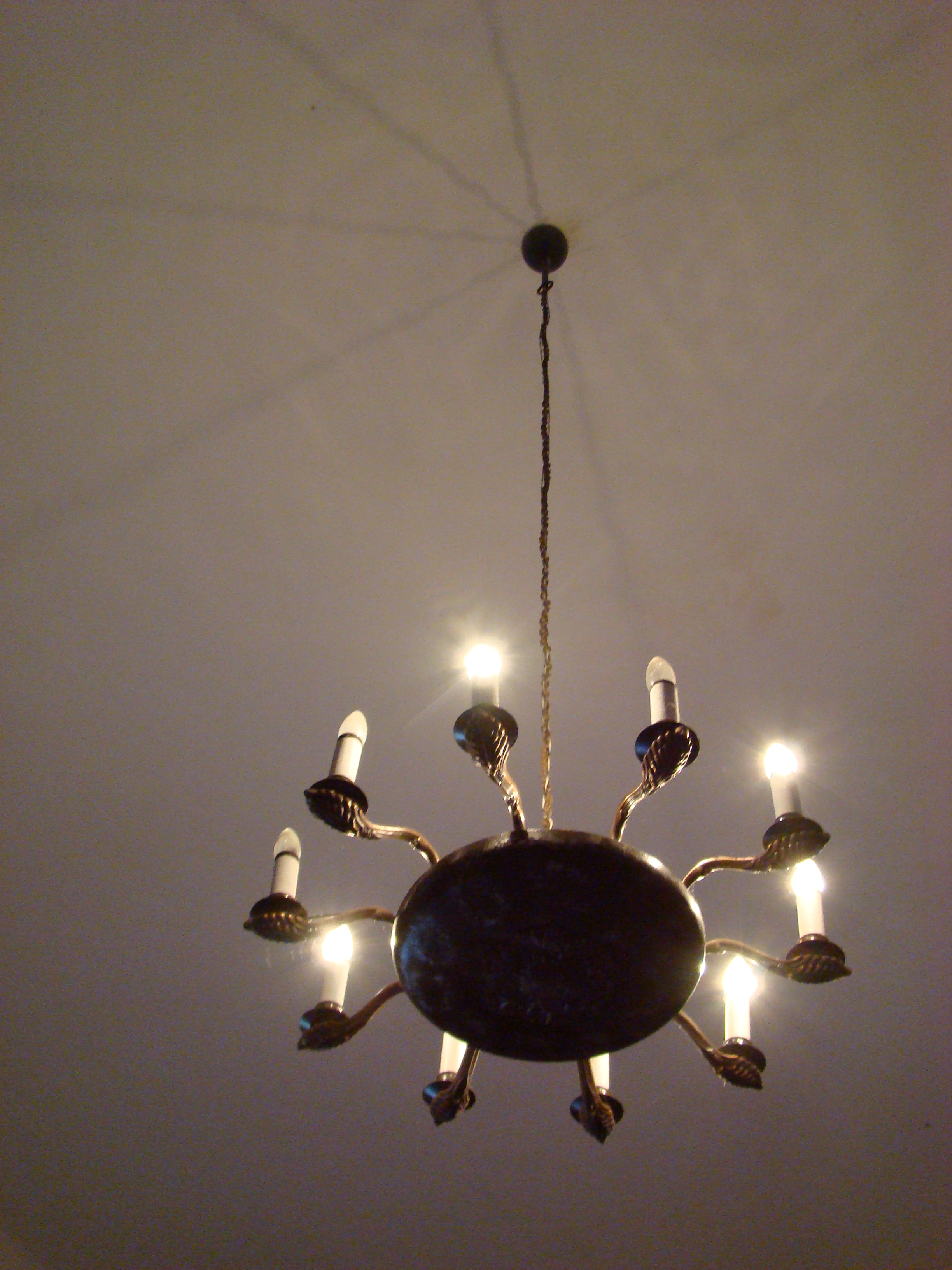
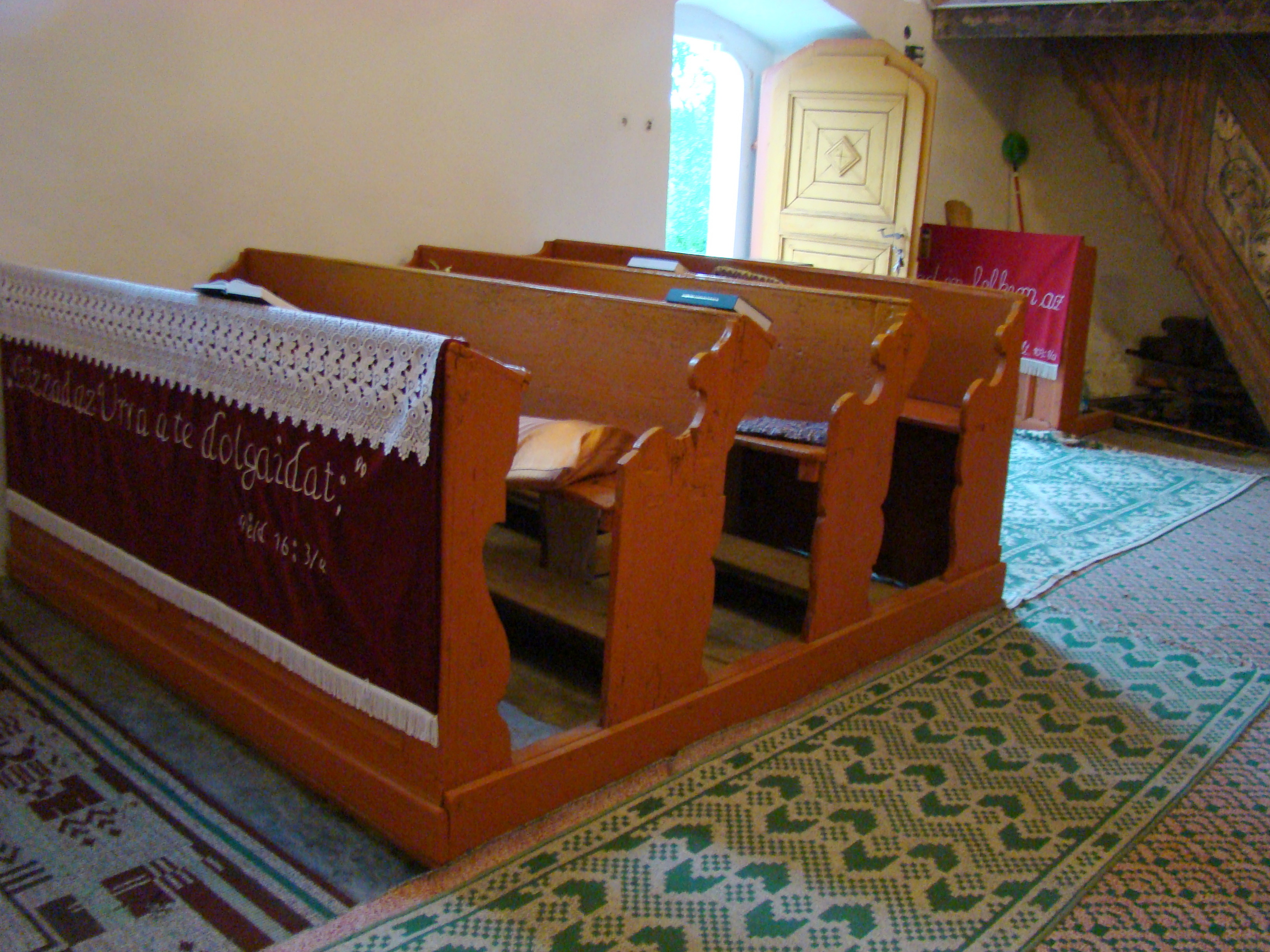
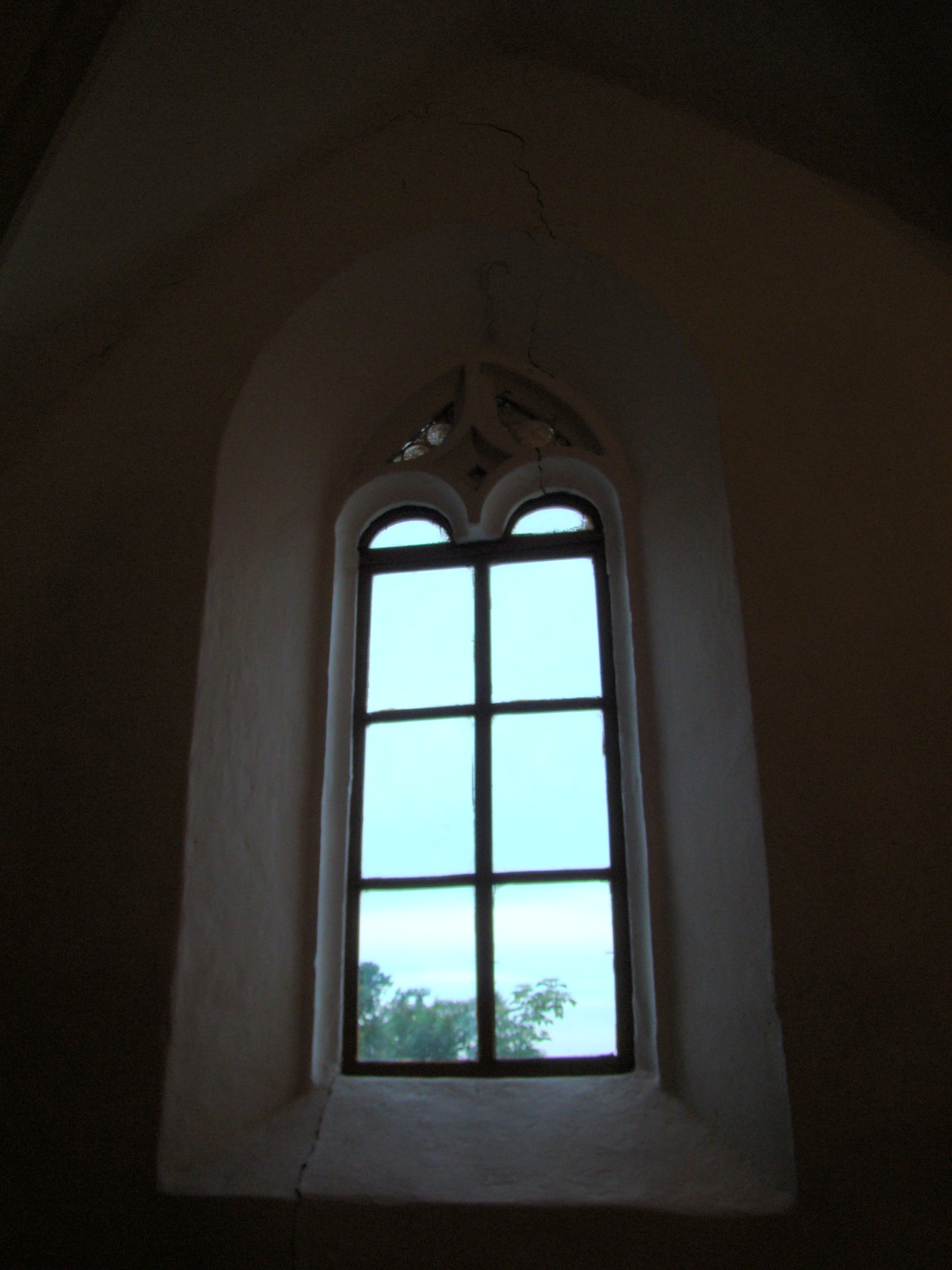
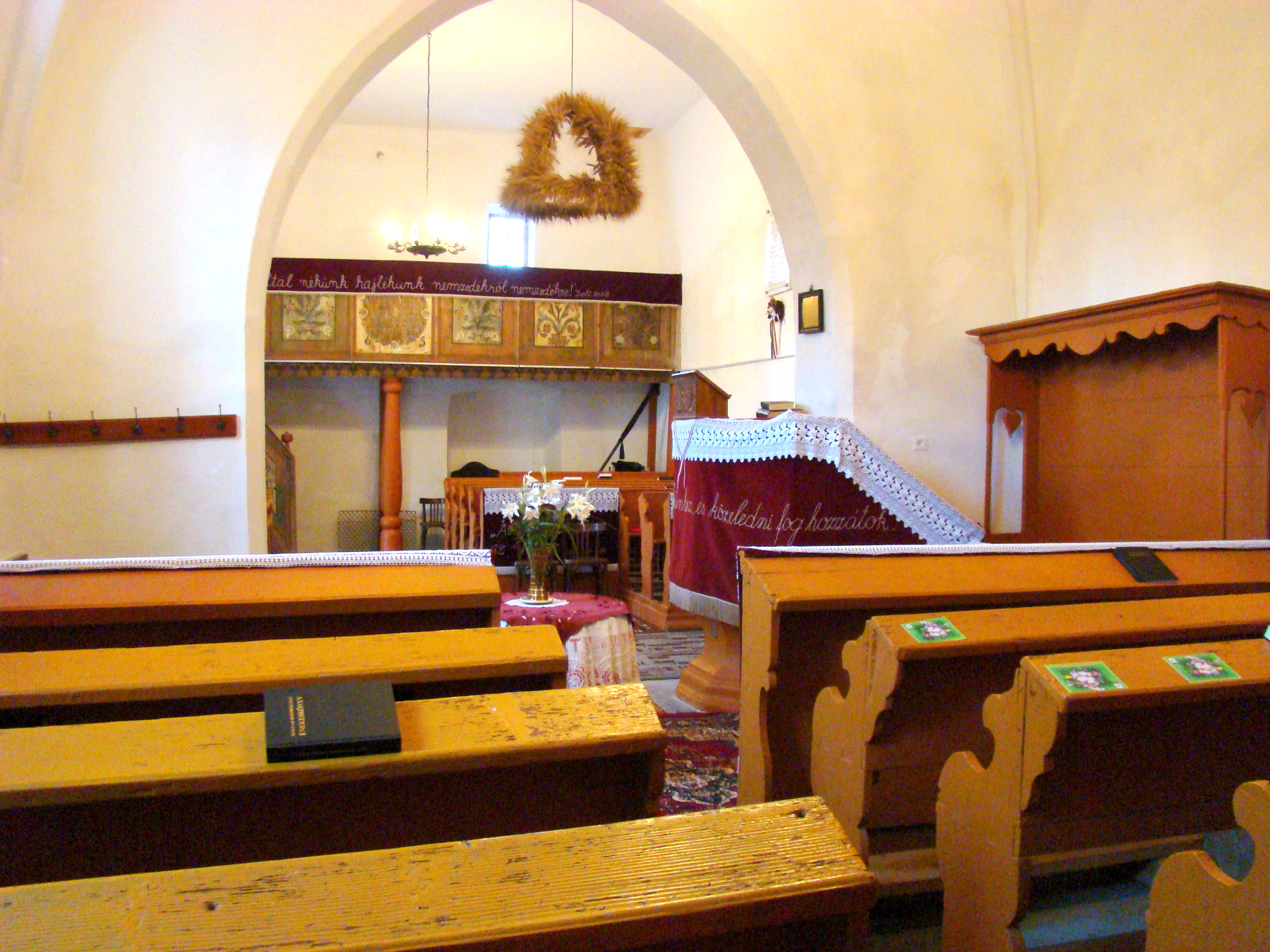
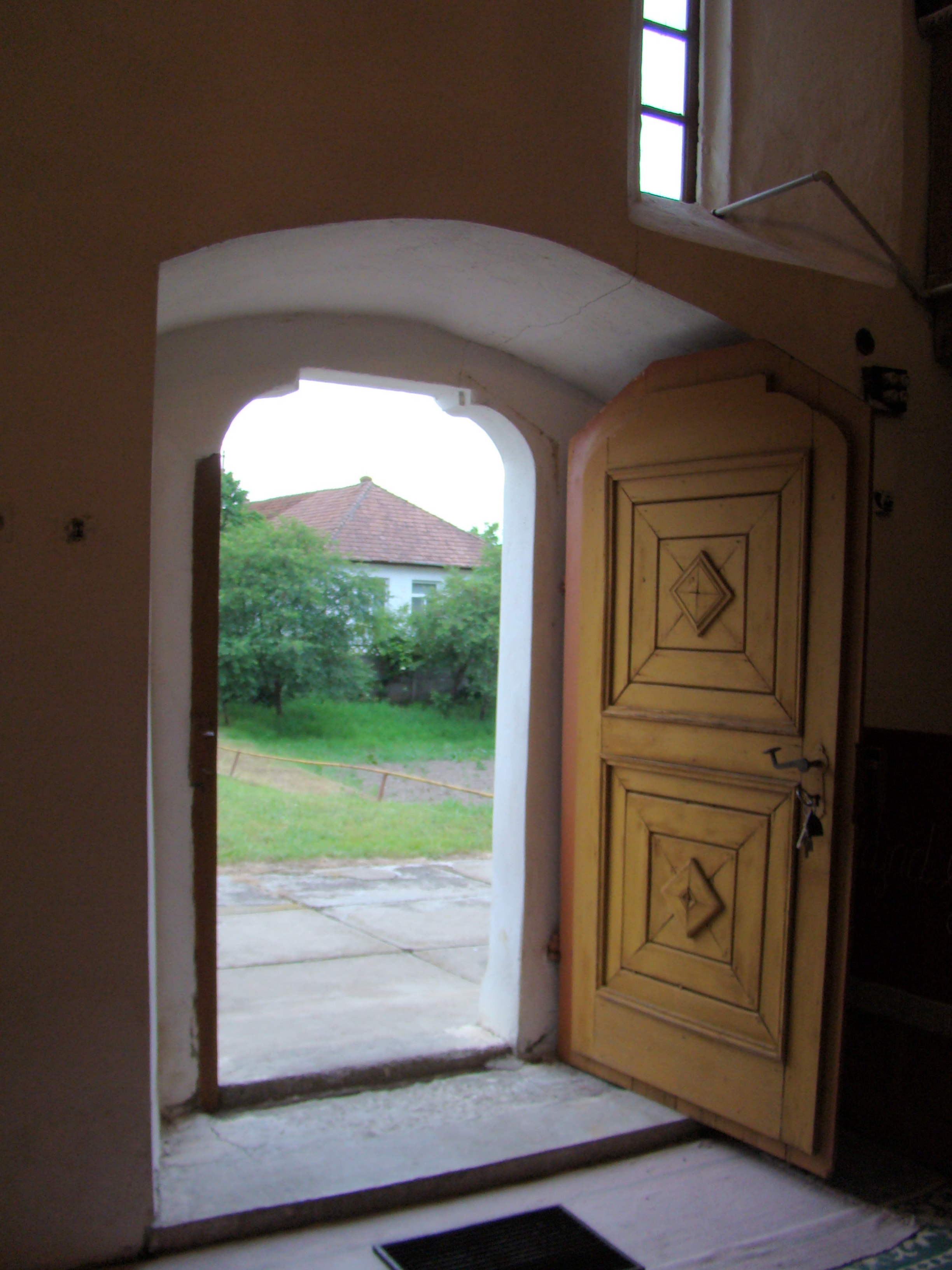